# Índice de restricciones de Visa
El índice de restricciones de visa de Henley & Partners (HVRI) es una clasificación global de países según la libertad de viaje de sus respectivos ciudadanos. En colaboración con la Asociación Internacional de Transporte Aéreo, y con información oficial de su base de datos global, Henley & Partners ha analizado las regulaciones de visado de todos los países y territorios en el mundo desde 2006.

## Definición del Índice
El HVRI consiste en un ranking de países / territorios de acuerdo a cuántos otros países / territorios se puede viajar sin visado en el pasaporte de un país / territorio en particular. El ranking se hace de acuerdo a la puntuación que cada país alcanza en términos de número de otros países a los que es posible el acceso libre de visados. La base de los datos está constituida por todos los países y territorios incluidos en la base de datos de la IATA. Dado que no todos los territorios emiten pasaportes, hay mucho menos países / territorios que se clasifican que los países / territorios de destino con los que se hacen consultas.

## Metodología
Para determinar la puntuación para cada país / territorio, se consulta la base de datos IATA de la siguiente manera:
1.Cada país o territorio para el cual se ha de determinar la puntuación se comprueba con respecto a cada país / territorio para el que existe información de restricción de viaje en la base de datos de la IATA.
2. Cada consulta se realiza en las siguientes condiciones:
- El pasaporte se expide en el país de nacionalidad
- El pasaporte es válido
- El titular del pasaporte es ciudadano del país que emitió el pasaporte
- El titular del pasaporte es un adulto
- Se solicita entrada para una visita turística o de negocios
- Duración de la estancia es de al menos tres días

3. Otras condiciones incluyen::
- Las consultas solo se hacen para los titulares de pasaportes normales, es decir, los pasaportes diplomáticos o de servicio y otros documentos de viaje no se tienen en cuenta
- No se tienen en cuenta los requisitos complejos relativos a los pasaportes, es decir, si tales requisitos no existen. Estos pueden incluir traducciones o páginas vacías
- Requisitos por el territorio de país/ del destino con respecto a una longitud particular de la validez de pasaportes está desatendida
- No se tienen en cuenta los requisitos del país / territorio de destino en relación con una determinada duración de la validez de los pasaportes
- Cualquier requisito de salud, requisitos de fondos suficientes o boletos de regreso no se tienen en cuenta
- La información anticipada del pasajero y la aprobación anticipada al tablero no se consideran un requisito de la visa o una restricción del recorrido, tampoco es el requisito de pagar el impuesto del aeropuerto y éstos no se tienen en cuenta

4. Si no se requiere visado para los titulares de pasaportes de un país o territorio para el cual se determinará la puntuación para ingresar al destino bajo las condiciones anteriores, se hará una puntuación (valor = 1) para el país / territorio del titular del pasaporte
5. Una vez realizadas todas las consultas, la puntuación total para cada país / territorio es igual al número de países / territorios de destino para los que el resultado es "no se requiere visado" en las condiciones definidas anteriormente.

## Lista actual (2023)
En este apartado se muestran los datos, con carácter temporal, del año en curso. Los pasaportes de Japón, Singapur y Alemania se mantienen en los primeros puestos varios años seguidos. Los países europeos siguen controlando el top 10 ya que están presentes 26 países en los diez primeros puestos, siendo veintrés Estados miembros de la Unión Europea. En los países americanos destacan Estados Unidos, Canadá, Chile y Brasil, mientras que por Oceanía destacan los pasaportes de Australia y Nueva Zelanda. En el continente africano destaca el pasaporte de Seychelles que ocupa el puesto 28º. En los últimos puestos, siguen estando países fallidos de África y Asia como consecuencias de una inestabilidad interna (guerras, hambrunas, inmigración ilegal, terrorismo, inestabilidad política, problemas económicos, etc.) que debilita su posición internacional, tales como Afganistán, Irak, Siria, Somalia o Yemen.
| Organización                   | Posición | Posición | Posición | Posición | Posición | Posición | Posición | Posición | Posición | Posición | Posición | Posición | Posición | Posición |
| Organización                   | 1.º      | 2.º      | 3.º      | 4-10     | 11-20    | 21-30    | 31-40    | 41-50    | 51-60    | 61-70    | 71-80    | 81-90    | 91-100   | +100     |
| ------------------------------ | -------- | -------- | -------- | -------- | -------- | -------- | -------- | -------- | -------- | -------- | -------- | -------- | -------- | -------- |
| Unión Africana                 | 0        | 0        | 0        | 0        | 0        | 1        | 0        | 0        | 2        | 6        | 19       | 18       | 7        | 0        |
| CELAC                          | 0        | 0        | 0        | 0        | 3        | 11       | 8        | 2        | 2        | 4        | 2        | 1        | 0        | 0        |
| OEA (No CELAC)                 | 0        | 0        | 0        | 2        | 0        | 0        | 0        | 0        | 0        | 0        | 0        | 0        | 0        | 0        |
| Asia                           | 1        | 0        | 2        | 0        | 4        | 2        | 2        | 0        | 4        | 6        | 5        | 8        | 8        | 4        |
| Unión Europea                  | 0        | 3        | 5        | 15       | 4        | 0        | 0        | 0        | 0        | 0        | 0        | 0        | 0        | 0        |
| Consejo de Europa (No UE)      | 0        | 0        | 0        | 4        | 4        | 2        | 1        | 7        | 1        | 1        | 2        | 0        | 1        | 0        |
| Foro de las Islas del Pacífico | 0        | 0        | 0        | 2        | 0        | 0        | 2        | 6        | 3        | 1        | 0        | 0        | 0        | 0        |

Entre paréntesis figuran las entidades supranacionales que permiten la libre circulación de personas y mercancías entre sus miembros
| 1   | 192/193 | Singapur |
| 2   | 190/193 | Alemania ( UE-Schengen) • España ( UE-Schengen) • Italia ( UE-Schengen)                                                                                          |
| 3   | 189/193 | Austria ( UE-Schengen) • Finlandia ( UE-Schengen) • Francia ( UE-Schengen) • Japón • Luxemburgo ( UE-Schengen) • Corea del Sur • Suecia ( UE-Schengen)           |
| 4   | 188/193 | Dinamarca ( UE-Schengen) • Países Bajos ( UE-Schengen) • Irlanda ( UE-No Schengen) • Reino Unido                                                                 |
| 5   | 187/193 | Bélgica ( UE-Schengen) • República Checa ( UE-Schengen) • Portugal ( UE-Schengen) • Malta ( UE-Schengen) • Nueva Zelanda • Noruega (Schengen) • Suiza (Schengen) |
| 6   | 186/193 | Australia • Hungría ( UE-Schengen) • Polonia ( UE-Schengen) |
| 7   | 185/193 | Canadá • Grecia ( UE-Schengen) |
| 8   | 184/193 | Lituania ( UE-Schengen) • Estados Unidos |
| 9   | 183/193 | Eslovaquia ( UE-Schengen) • Eslovenia ( UE-Schengen) • Letonia ( UE-Schengen)                                                                                    |
| 10  | 182/193 | Islandia (Schengen) • Estonia ( UE-Schengen) |
| 11  | 180/193 | Malasia • Liechtenstein (Schengen) |
| 12  | 179/193 | Chipre ( UE-No Schengen) • Emiratos Árabes Unidos |
| 13  | 176/193 | • Mónaco • Bulgaria ( UE-No Schengen) • Rumania ( UE-No Schengen)                                                                                                |
| 14  | 175/193 | Croacia ( UE-Schengen) |
| 15  | 174/193 | Chile |
| 16  | 172/193 | San Marino |
| 17  | 170/193 | Andorra • Hong Kong (R.P China) |
| 18  | 169/193 | Argentina ( Mercosur) |
| 19  | 168/193 | Brasil ( Mercosur) |
| 20  | 166/193 | Brunéi |
| 21  | 163/193 | Barbados |
| 22  | 158/193 | Israel • México |
| 23  | 156/193 | Bahamas |
| 24  | 155/193 | San Cristóbal y Nieves • Seychelles |
| 25  | 154/193 | Ciudad del Vaticano • San Vicente y las Granadinas |
| 26  | 153/193 | • Uruguay ( Mercosur) |
| 27  | 151/193 | Costa Rica |
| 28  | 150/193 | Antigua y Barbuda • Trinidad y Tobago |
| 29  | 148/193 | Mauricio |
| 30  | 146/193 | Santa Lucía • Granada • Ucrania |
| 31  | 144/193 | Macao (R.P. China) • Panamá • República de China |
| 32  | 143/193 | Paraguay ( Mercosur) |
| 33  | 142/193 | Perú ( CAN) |
| 34  | 141/193 | Dominica |
| 35  | 137/193 | Serbia |
| 36  | 135/193 | Guatemala |
| 37  | 134/193 | El Salvador • Honduras |
| 38  | 133/193 | Colombia ( CAN) |
| 39  | 132/193 | • Islas Salomón |
| 40  | 131/193 | Samoa |
| 41  | 129/193 | Tonga |
| 42  | 128/193 | Nicaragua |
| 43  | 127/193 | Tuvalu |
| 44  | 125/193 | Macedonia del Norte |
| 45  | 124/193 | Montenegro • Venezuela |
| 46  | 123/193 | Kiribati • Islas Marshall |
| 47  | 121/193 | Moldavia • Palaos • E.F. Micronesia |
| 48  | 118/193 | Bosnia y Herzegovina |
| 49  | 117/193 | Georgia • Albania |
| 50  | 115/193 | Rusia |
| 51  | 114/193 | Turquía |
| 52  | 106/193 | Sudáfrica |
| 53  | 103/193 | Catar |
| 54  | 102/193 | Belice |
| 55  | 99/193  | Kuwait |
| 56  | 98/193  | Vanuatu |
| 57  | 94/193  | Timor Oriental |
| 58  | 92/193  | Ecuador ( CAN) |
| 59  | 91/193  | Maldivas |
| 60  | 89/193  | Botsuana • Fiyi • Nauru |
| 61  | 88/193  | Guyana • Jamaica • Baréin |
| 62  | 85/193  | Omán |
| 63  | 83/193  | Papúa Nueva Guinea • Arabia Saudita |
| 64  | 80/193  | Bolivia ( CAN) • República Popular China • Namibia |
| 65  | 79/193  | Bielorrusia • Tailandia • Lesoto |
| 66  | 78/193  | Surinam |
| 67  | 77/193  | Kazajistán • Suazilandia |
| 68  | 76/193  | Kenia |
| 69  | 75/193  | Malaui |
| 70  | 73/193  | Indonesia • Tanzania |
| 71  | 71/193  | Túnez • Zambia |
| 72  | 70/193  | República Dominicana • Gambia |
| 73  | 69/193  | Azerbaiyán • Uganda |
| 74  | 67/193  | Marruecos • Zimbabue • Sierra Leona |
| 75  | 66/193  | Armenia • Cabo Verde • Filipinas |
| 76  | 65/193  | Ghana |
| 77  | 63/193  | Kirguistán • Cuba • Mozambique • Ruanda |
| 78  | 62/193  | Benín • Mongolia |
| 79  | 59/193  | Santo Tomé y Príncipe • Burkina Faso • Costa de Marfil • Mauritania • Gabón • Tayikistán • Uzbekistán                                                            |
| 80  | 58/193  | Guinea • Madagascar |
| 81  | 57/193  | India • Senegal • Togo |
| 82  | 56/193  | Guinea Ecuatorial • Níger |
| 83  | 55/193  | Camboya • Guinea-Bisáu • Mali • Vietnam |
| 84  | 54/193  | Argelia • República Centroafricana • Chad • Comoras • Egipto |
| 85  | 53/193  | Bután • Jordania |
| 86  | 52/193  | Angola • Camerún |
| 87  | 51/193  | Burundi • República del Congo • Haití • Liberia |
| 88  | 50/193  | Laos • Turkmenistán |
| 89  | 49/193  | Yibuti |
| 90  | 47/193  | Birmania • Etiopía |
| 91  | 46/193  | Nigeria • Sudán del Sur |
| 92  | 45/193  | Rep. Dem. del Congo |
| 93  | 44/193  | Irán • Eritrea • Sudán |
| 94  | 43/193  | Líbano |
| 95  | 42/193  | Kosovo |
| 96  | 41/193  | Sri Lanka • Libia |
| 97  | 40/193  | Bangladés |
| 98  | 39/193  | Corea del Norte |
| 99  | 38/193  | Nepal • Palestina |
| 100 | 35/193  | Somalia • Yemen |
| 101 | 33/193  | Pakistán |
| 102 | 30/193  | Siria |
| 103 | 29/193  | Irak |
| 104 | 27/193  | Afganistán |

## Resultados generales (desde 2006)
En este apartado figuran los datos desde 2006 en el que se puede ver la evolución de todos los países, y se agrupan en dos tablas de once años.
| 2017 - 2006 Índice de Restricciones de Visa por país o territorio | 2017 - 2006 Índice de Restricciones de Visa por país o territorio                                 | 2017 - 2006 Índice de Restricciones de Visa por país o territorio                                 | 2017 - 2006 Índice de Restricciones de Visa por país o territorio                                 | 2017 - 2006 Índice de Restricciones de Visa por país o territorio                                 | 2017 - 2006 Índice de Restricciones de Visa por país o territorio                                 | 2017 - 2006 Índice de Restricciones de Visa por país o territorio                                 | 2017 - 2006 Índice de Restricciones de Visa por país o territorio                                 | 2017 - 2006 Índice de Restricciones de Visa por país o territorio                                 | 2017 - 2006 Índice de Restricciones de Visa por país o territorio                                 | 2017 - 2006 Índice de Restricciones de Visa por país o territorio                                 | 2017 - 2006 Índice de Restricciones de Visa por país o territorio                                 | 2017 - 2006 Índice de Restricciones de Visa por país o territorio                                 |
| País o Territorio                                                 | Número de territorios que permiten la entrada sin visado o la expedición de una visa a la llegada | Número de territorios que permiten la entrada sin visado o la expedición de una visa a la llegada | Número de territorios que permiten la entrada sin visado o la expedición de una visa a la llegada | Número de territorios que permiten la entrada sin visado o la expedición de una visa a la llegada | Número de territorios que permiten la entrada sin visado o la expedición de una visa a la llegada | Número de territorios que permiten la entrada sin visado o la expedición de una visa a la llegada | Número de territorios que permiten la entrada sin visado o la expedición de una visa a la llegada | Número de territorios que permiten la entrada sin visado o la expedición de una visa a la llegada | Número de territorios que permiten la entrada sin visado o la expedición de una visa a la llegada | Número de territorios que permiten la entrada sin visado o la expedición de una visa a la llegada | Número de territorios que permiten la entrada sin visado o la expedición de una visa a la llegada | Número de territorios que permiten la entrada sin visado o la expedición de una visa a la llegada |
| País o Territorio                                                 | 2017                                                                                              | 2016                                                                                              | 2015                                                                                              | 2014                                                                                              | 2013                                                                                              | 2012                                                                                              | 2011                                                                                              | 2010                                                                                              | 2009                                                                                              | 2008                                                                                              | 2007                                                                                              | 2006                                                                                              |
| ----------------------------------------------------------------- | ------------------------------------------------------------------------------------------------- | ------------------------------------------------------------------------------------------------- | ------------------------------------------------------------------------------------------------- | ------------------------------------------------------------------------------------------------- | ------------------------------------------------------------------------------------------------- | ------------------------------------------------------------------------------------------------- | ------------------------------------------------------------------------------------------------- | ------------------------------------------------------------------------------------------------- | ------------------------------------------------------------------------------------------------- | ------------------------------------------------------------------------------------------------- | ------------------------------------------------------------------------------------------------- | ------------------------------------------------------------------------------------------------- |
| Alemania                                                          | 176                                                                                               | 177                                                                                               | 173                                                                                               | 174                                                                                               | 172                                                                                               | 168                                                                                               | 172                                                                                               | 161                                                                                               |                                                                                                   | 155                                                                                               |                                                                                                   | 129                                                                                               |
| Suecia                                                            | 175                                                                                               | 176                                                                                               | 172                                                                                               | 174                                                                                               | 173                                                                                               | 168                                                                                               | 173                                                                                               | 163                                                                                               |                                                                                                   | 155                                                                                               |                                                                                                   | 129                                                                                               |
| Dinamarca                                                         | 174                                                                                               | 174                                                                                               | 171                                                                                               | 173                                                                                               | 172                                                                                               | 169                                                                                               | 173                                                                                               | 164                                                                                               |                                                                                                   | 157                                                                                               |                                                                                                   | 130                                                                                               |
| Finlandia                                                         | 174                                                                                               | 175                                                                                               | 172                                                                                               | 174                                                                                               | 173                                                                                               | 168                                                                                               | 173                                                                                               | 162                                                                                               |                                                                                                   | 156                                                                                               |                                                                                                   | 130                                                                                               |
| Italia                                                            | 174                                                                                               | 175                                                                                               | 171                                                                                               | 172                                                                                               | 171                                                                                               | 166                                                                                               | 171                                                                                               | 161                                                                                               |                                                                                                   | 154                                                                                               |                                                                                                   | 128                                                                                               |
| España                                                            | 174                                                                                               | 175                                                                                               | 170                                                                                               | 172                                                                                               | 170                                                                                               | 165                                                                                               |                                                                                                   | 160                                                                                               |                                                                                                   | 154                                                                                               |                                                                                                   | 127                                                                                               |
| Estados Unidos                                                    | 174                                                                                               | 174                                                                                               | 172                                                                                               | 174                                                                                               | 172                                                                                               | 166                                                                                               | 169                                                                                               | 159                                                                                               |                                                                                                   | 155                                                                                               |                                                                                                   | 130                                                                                               |
| Austria                                                           | 173                                                                                               | 173                                                                                               | 169                                                                                               | 171                                                                                               | 168                                                                                               | 163                                                                                               |                                                                                                   | 158                                                                                               |                                                                                                   | 153                                                                                               |                                                                                                   | 125                                                                                               |
| Bélgica                                                           | 173                                                                                               | 174                                                                                               | 170                                                                                               | 172                                                                                               | 171                                                                                               | 167                                                                                               | 171                                                                                               | 160                                                                                               |                                                                                                   | 155                                                                                               |                                                                                                   | 127                                                                                               |
| Francia                                                           | 173                                                                                               | 175                                                                                               | 171                                                                                               | 172                                                                                               | 170                                                                                               | 167                                                                                               | 171                                                                                               | 161                                                                                               |                                                                                                   | 152                                                                                               |                                                                                                   | 128                                                                                               |
| Luxemburgo                                                        | 173                                                                                               | 172                                                                                               | 171                                                                                               | 172                                                                                               | 172                                                                                               | 166                                                                                               | 171                                                                                               | 162                                                                                               |                                                                                                   | 154                                                                                               |                                                                                                   | 125                                                                                               |
| Países Bajos                                                      | 173                                                                                               | 174                                                                                               | 171                                                                                               | 172                                                                                               | 171                                                                                               | 167                                                                                               | 171                                                                                               | 161                                                                                               |                                                                                                   | 154                                                                                               |                                                                                                   | 126                                                                                               |
| Noruega                                                           | 173                                                                                               | 172                                                                                               | 171                                                                                               | 171                                                                                               | 170                                                                                               | 165                                                                                               |                                                                                                   | 159                                                                                               |                                                                                                   | 153                                                                                               |                                                                                                   | 127                                                                                               |
| Rusia                                                             | 173                                                                                               | 173                                                                                               | 169                                                                                               | 170                                                                                               | 167                                                                                               | 161                                                                                               |                                                                                                   | 155                                                                                               |                                                                                                   | 150                                                                                               |                                                                                                   | 122                                                                                               |
| Reino Unido                                                       | 173                                                                                               | 175                                                                                               | 173                                                                                               | 174                                                                                               | 173                                                                                               | 167                                                                                               | 171                                                                                               | 166                                                                                               |                                                                                                   | 152                                                                                               |                                                                                                   | 128                                                                                               |
| Irlanda                                                           | 172                                                                                               | 172                                                                                               | 169                                                                                               | 171                                                                                               | 170                                                                                               | 165                                                                                               | 169                                                                                               | 159                                                                                               |                                                                                                   | 156                                                                                               |                                                                                                   | 129                                                                                               |
| Japón                                                             | 172                                                                                               | 173                                                                                               | 171                                                                                               | 172                                                                                               | 170                                                                                               | 165                                                                                               |                                                                                                   | 160                                                                                               |                                                                                                   | 154                                                                                               |                                                                                                   | 128                                                                                               |
| Nueva Zelanda                                                     | 172                                                                                               | 171                                                                                               | 170                                                                                               | 170                                                                                               | 168                                                                                               | 165                                                                                               | 166                                                                                               | 157                                                                                               |                                                                                                   | 150                                                                                               |                                                                                                   | 125                                                                                               |
| Canadá                                                            | 171                                                                                               | 172                                                                                               | 170                                                                                               | 173                                                                                               | 170                                                                                               | 163                                                                                               |                                                                                                   | 157                                                                                               |                                                                                                   | 154                                                                                               |                                                                                                   | 125                                                                                               |
| Grecia                                                            | 171                                                                                               | 171                                                                                               | 167                                                                                               | 169                                                                                               | 167                                                                                               | 162                                                                                               |                                                                                                   | 153                                                                                               |                                                                                                   | 149                                                                                               |                                                                                                   | 120                                                                                               |
| Portugal                                                          | 171                                                                                               | 172                                                                                               | 170                                                                                               | 172                                                                                               | 170                                                                                               | 165                                                                                               |                                                                                                   | 158                                                                                               |                                                                                                   | 156                                                                                               |                                                                                                   | 123                                                                                               |
| Suiza                                                             | 171                                                                                               | 172                                                                                               | 169                                                                                               | 170                                                                                               | 168                                                                                               | 162                                                                                               | 167                                                                                               | 156                                                                                               |                                                                                                   | 149                                                                                               |                                                                                                   | 127                                                                                               |
| Australia                                                         | 170                                                                                               | 169                                                                                               | 168                                                                                               | 168                                                                                               | 167                                                                                               | 163                                                                                               | 166                                                                                               | 157                                                                                               |                                                                                                   | 151                                                                                               |                                                                                                   | 120                                                                                               |
| Corea del Sur                                                     | 170                                                                                               | 172                                                                                               | 171                                                                                               | 172                                                                                               | 166                                                                                               | 160                                                                                               |                                                                                                   | 151                                                                                               |                                                                                                   | 144                                                                                               |                                                                                                   | 115                                                                                               |
| Islandia                                                          | 169                                                                                               | 167                                                                                               | 164                                                                                               | 165                                                                                               | 165                                                                                               | 159                                                                                               |                                                                                                   | 151                                                                                               |                                                                                                   | 146                                                                                               |                                                                                                   | 120                                                                                               |
| República Checa                                                   | 168                                                                                               | 167                                                                                               | 164                                                                                               | 162                                                                                               | 155                                                                                               | 152                                                                                               |                                                                                                   | 142                                                                                               |                                                                                                   | 131                                                                                               |                                                                                                   | 98                                                                                                |
| Hungría                                                           | 167                                                                                               | 167                                                                                               | 163                                                                                               | 162                                                                                               | 157                                                                                               | 153                                                                                               |                                                                                                   | 142                                                                                               |                                                                                                   | 131                                                                                               |                                                                                                   | 101                                                                                               |
| Malta                                                             | 167                                                                                               | 168                                                                                               | 167                                                                                               | 166                                                                                               | 163                                                                                               | 156                                                                                               |                                                                                                   | 146                                                                                               |                                                                                                   | 139                                                                                               |                                                                                                   | 115                                                                                               |
| Lituania                                                          | 166                                                                                               | 162                                                                                               | 159                                                                                               | 157                                                                                               | 151                                                                                               | 149                                                                                               |                                                                                                   | 140                                                                                               |                                                                                                   | 125                                                                                               |                                                                                                   | 94                                                                                                |
| Letonia                                                           | 165                                                                                               | 163                                                                                               | 160                                                                                               | 158                                                                                               | 152                                                                                               | 149                                                                                               |                                                                                                   | 139                                                                                               |                                                                                                   | 127                                                                                               |                                                                                                   | 91                                                                                                |
| Liechtenstein                                                     | 165                                                                                               | 164                                                                                               | 161                                                                                               | 161                                                                                               | 159                                                                                               | 155                                                                                               |                                                                                                   | 147                                                                                               |                                                                                                   | 140                                                                                               |                                                                                                   | 116                                                                                               |
| Eslovaquia                                                        | 165                                                                                               | 165                                                                                               | 162                                                                                               | 161                                                                                               | 155                                                                                               | 154                                                                                               |                                                                                                   | 144                                                                                               |                                                                                                   | 130                                                                                               |                                                                                                   | 97                                                                                                |
| Eslovenia                                                         | 165                                                                                               | 164                                                                                               | 161                                                                                               | 160                                                                                               | 155                                                                                               | 151                                                                                               |                                                                                                   | 144                                                                                               |                                                                                                   | 139                                                                                               |                                                                                                   | 105                                                                                               |
| Estonia                                                           | 164                                                                                               | 162                                                                                               | 159                                                                                               | 157                                                                                               | 152                                                                                               | 149                                                                                               |                                                                                                   | 140                                                                                               |                                                                                                   | 127                                                                                               |                                                                                                   | 91                                                                                                |
| Malasia                                                           | 164                                                                                               | 164                                                                                               | 163                                                                                               | 166                                                                                               | 163                                                                                               | 153                                                                                               |                                                                                                   | 151                                                                                               |                                                                                                   | 145                                                                                               |                                                                                                   | 120                                                                                               |
| Polonia                                                           | 162                                                                                               | 161                                                                                               | 158                                                                                               | 157                                                                                               | 153                                                                                               | 150                                                                                               |                                                                                                   | 145                                                                                               |                                                                                                   | 132                                                                                               |                                                                                                   | 106                                                                                               |
| Mónaco                                                            | 160                                                                                               | 160                                                                                               | 151                                                                                               | 150                                                                                               | 148                                                                                               | 147                                                                                               |                                                                                                   | 138                                                                                               |                                                                                                   | 131                                                                                               |                                                                                                   | 108                                                                                               |
| Chipre                                                            | 158                                                                                               | 159                                                                                               | 158                                                                                               | 157                                                                                               | 151                                                                                               | 146                                                                                               |                                                                                                   | 142                                                                                               |                                                                                                   | 139                                                                                               |                                                                                                   | 113                                                                                               |
| Chile                                                             | 157                                                                                               | 155                                                                                               | 150                                                                                               | 149                                                                                               | 141                                                                                               | 137                                                                                               |                                                                                                   | 131                                                                                               |                                                                                                   | 127                                                                                               |                                                                                                   | 109                                                                                               |
| Brasil                                                            | 157                                                                                               | 153                                                                                               | 148                                                                                               | 146                                                                                               | 146                                                                                               | 141                                                                                               |                                                                                                   | 130                                                                                               |                                                                                                   | 122                                                                                               |                                                                                                   | 99                                                                                                |
| Andorra                                                           | 155                                                                                               | 152                                                                                               | 150                                                                                               | 148                                                                                               | 147                                                                                               | 140                                                                                               |                                                                                                   | 131                                                                                               |                                                                                                   | 127                                                                                               |                                                                                                   | 99                                                                                                |
| San Marino                                                        | 155                                                                                               | 156                                                                                               | 153                                                                                               | 151                                                                                               | 149                                                                                               | 143                                                                                               |                                                                                                   | 135                                                                                               |                                                                                                   | 134                                                                                               |                                                                                                   | 109                                                                                               |
| Argentina                                                         | 154                                                                                               | 152                                                                                               | 150                                                                                               | 150                                                                                               | 147                                                                                               | 140                                                                                               |                                                                                                   | 132                                                                                               |                                                                                                   | 127                                                                                               |                                                                                                   | 101                                                                                               |
| Bulgaria                                                          | 154                                                                                               | 153                                                                                               | 150                                                                                               | 149                                                                                               | 141                                                                                               | 137                                                                                               |                                                                                                   | 133                                                                                               |                                                                                                   | 116                                                                                               |                                                                                                   | 83                                                                                                |
| Croacia                                                           | 153                                                                                               | 149                                                                                               | 142                                                                                               | 138                                                                                               | 129                                                                                               | 119                                                                                               |                                                                                                   | 116                                                                                               |                                                                                                   | 108                                                                                               |                                                                                                   | 84                                                                                                |
| Rumanía                                                           | 153                                                                                               | 153                                                                                               | 150                                                                                               | 148                                                                                               | 141                                                                                               | 138                                                                                               |                                                                                                   | 136                                                                                               |                                                                                                   | 115                                                                                               |                                                                                                   | 73                                                                                                |
| Hong Kong                                                         | 152                                                                                               | 154                                                                                               | 152                                                                                               | 156                                                                                               | 152                                                                                               | 147                                                                                               |                                                                                                   | 140                                                                                               |                                                                                                   | 123                                                                                               |                                                                                                   | 110                                                                                               |
| Brunéi                                                            | 151                                                                                               | 151                                                                                               | 150                                                                                               | 150                                                                                               | 146                                                                                               | 139                                                                                               |                                                                                                   | 134                                                                                               |                                                                                                   | 129                                                                                               |                                                                                                   | 101                                                                                               |
| Israel                                                            | 148                                                                                               | 147                                                                                               | 145                                                                                               | 147                                                                                               | 146                                                                                               | 141                                                                                               |                                                                                                   | 133                                                                                               |                                                                                                   | 118                                                                                               |                                                                                                   | 104                                                                                               |
| Barbados                                                          | 143                                                                                               | 141                                                                                               | 138                                                                                               | 138                                                                                               | 137                                                                                               | 135                                                                                               |                                                                                                   | 127                                                                                               |                                                                                                   | 89                                                                                                |                                                                                                   | 71                                                                                                |
| México                                                            | 142                                                                                               | 139                                                                                               | 133                                                                                               | 133                                                                                               | 132                                                                                               | 127                                                                                               |                                                                                                   | 120                                                                                               |                                                                                                   | 114                                                                                               |                                                                                                   | 98                                                                                                |
| Bahamas                                                           | 141                                                                                               | 140                                                                                               | 139                                                                                               | 138                                                                                               | 137                                                                                               | 133                                                                                               |                                                                                                   | 124                                                                                               |                                                                                                   | 86                                                                                                |                                                                                                   | 71                                                                                                |
| Uruguay                                                           | 138                                                                                               | 137                                                                                               | 134                                                                                               | 133                                                                                               | 132                                                                                               | 125                                                                                               |                                                                                                   | 118                                                                                               |                                                                                                   | 118                                                                                               |                                                                                                   | 99                                                                                                |
| Seychelles                                                        | 137                                                                                               | 133                                                                                               | 129                                                                                               | 129                                                                                               | 126                                                                                               | 122                                                                                               |                                                                                                   | 113                                                                                               |                                                                                                   | 71                                                                                                |                                                                                                   | 52                                                                                                |
| Antigua y Barbuda                                                 | 136                                                                                               | 134                                                                                               | 133                                                                                               | 132                                                                                               | 130                                                                                               | 126                                                                                               |                                                                                                   | 119                                                                                               |                                                                                                   | 82                                                                                                |                                                                                                   | 63                                                                                                |
| San Cristóbal y Nieves                                            | 136                                                                                               | 132                                                                                               | 131                                                                                               | 132                                                                                               | 131                                                                                               | 128                                                                                               |                                                                                                   | 121                                                                                               |                                                                                                   | 84                                                                                                |                                                                                                   | 62                                                                                                |
| República de China                                                | 134                                                                                               | 137                                                                                               | 129                                                                                               | 132                                                                                               | 130                                                                                               | 120                                                                                               |                                                                                                   | 60                                                                                                |                                                                                                   | 59                                                                                                |                                                                                                   | 42                                                                                                |
| Costa Rica                                                        | 134                                                                                               | 131                                                                                               | 127                                                                                               | 125                                                                                               | 122                                                                                               | 117                                                                                               |                                                                                                   | 114                                                                                               |                                                                                                   | 108                                                                                               |                                                                                                   | 95                                                                                                |
| Ciudad del Vaticano                                               | 134                                                                                               | 134                                                                                               | 128                                                                                               | 131                                                                                               | 130                                                                                               | 124                                                                                               |                                                                                                   | 112                                                                                               |                                                                                                   |                                                                                                   |                                                                                                   | 87                                                                                                |
| Trinidad y Tobago                                                 | 132                                                                                               | 130                                                                                               | 126                                                                                               | 103                                                                                               | 100                                                                                               | 98                                                                                                |                                                                                                   | 92                                                                                                |                                                                                                   | 83                                                                                                |                                                                                                   | 66                                                                                                |
| Mauricio                                                          | 131                                                                                               | 128                                                                                               | 124                                                                                               | 125                                                                                               | 123                                                                                               | 120                                                                                               |                                                                                                   | 111                                                                                               |                                                                                                   | 67                                                                                                |                                                                                                   | 52                                                                                                |
| Venezuela                                                         | 129                                                                                               | 132                                                                                               | 129                                                                                               | 131                                                                                               | 128                                                                                               | 123                                                                                               |                                                                                                   | 115                                                                                               |                                                                                                   | 111                                                                                               |                                                                                                   | 92                                                                                                |
| Paraguay                                                          | 128                                                                                               | 125                                                                                               | 123                                                                                               | 123                                                                                               | 124                                                                                               | 119                                                                                               |                                                                                                   | 112                                                                                               |                                                                                                   | 104                                                                                               |                                                                                                   | 82                                                                                                |
| Macao                                                             | 127                                                                                               | 120                                                                                               | 120                                                                                               | 122                                                                                               | 118                                                                                               | 107                                                                                               |                                                                                                   | 99                                                                                                |                                                                                                   | 87                                                                                                |                                                                                                   | 71                                                                                                |
| Panamá                                                            | 127                                                                                               | 127                                                                                               | 125                                                                                               | 124                                                                                               | 121                                                                                               | 113                                                                                               |                                                                                                   | 106                                                                                               |                                                                                                   | 100                                                                                               |                                                                                                   | 82                                                                                                |
| Santa Lucía                                                       | 127                                                                                               | 125                                                                                               | 121                                                                                               | 98                                                                                                | 94                                                                                                | 93                                                                                                |                                                                                                   | 89                                                                                                |                                                                                                   | 84                                                                                                |                                                                                                   | 63                                                                                                |
| San Vicente y las Granadinas                                      | 127                                                                                               | 125                                                                                               | 119                                                                                               | 94                                                                                                | 92                                                                                                | 92                                                                                                |                                                                                                   | 88                                                                                                |                                                                                                   | 86                                                                                                |                                                                                                   | 64                                                                                                |
| Granada                                                           | 124                                                                                               | 121                                                                                               | 117                                                                                               | 91                                                                                                | 88                                                                                                | 87                                                                                                |                                                                                                   | 83                                                                                                |                                                                                                   | 79                                                                                                |                                                                                                   | 60                                                                                                |
| Honduras                                                          | 121                                                                                               | 119                                                                                               | 116                                                                                               | 116                                                                                               | 114                                                                                               | 110                                                                                               |                                                                                                   | 105                                                                                               |                                                                                                   | 100                                                                                               |                                                                                                   | 80                                                                                                |
| Emiratos Árabes Unidos                                            | 121                                                                                               | 122                                                                                               | 114                                                                                               | 77                                                                                                | 72                                                                                                | 70                                                                                                |                                                                                                   | 64                                                                                                |                                                                                                   | 52                                                                                                |                                                                                                   | 35                                                                                                |
| El Salvador                                                       | 120                                                                                               | 115                                                                                               | 112                                                                                               | 112                                                                                               | 113                                                                                               | 111                                                                                               |                                                                                                   | 105                                                                                               |                                                                                                   | 98                                                                                                |                                                                                                   | 81                                                                                                |
| Dominica                                                          | 119                                                                                               | 119                                                                                               | 113                                                                                               | 91                                                                                                | 87                                                                                                | 85                                                                                                |                                                                                                   | 80                                                                                                |                                                                                                   | 71                                                                                                |                                                                                                   | 52                                                                                                |
| Guatemala                                                         | 119                                                                                               | 116                                                                                               | 113                                                                                               | 114                                                                                               | 114                                                                                               | 109                                                                                               |                                                                                                   | 105                                                                                               |                                                                                                   | 100                                                                                               |                                                                                                   | 82                                                                                                |
| Perú                                                              | 118                                                                                               | 86                                                                                                | 82                                                                                                | 83                                                                                                | 80                                                                                                | 76                                                                                                |                                                                                                   | 71                                                                                                |                                                                                                   | 62                                                                                                |                                                                                                   | 41                                                                                                |
| Islas Salomón                                                     | 116                                                                                               | 86                                                                                                | 85                                                                                                | 87                                                                                                | 84                                                                                                | 81                                                                                                |                                                                                                   | 78                                                                                                |                                                                                                   | 73                                                                                                |                                                                                                   | 54                                                                                                |
| Serbia                                                            | 115                                                                                               | 115                                                                                               | 110                                                                                               | 107                                                                                               | 104                                                                                               | 99                                                                                                |                                                                                                   | 88                                                                                                |                                                                                                   | 50                                                                                                |                                                                                                   | 32                                                                                                |
| Samoa                                                             | 114                                                                                               | 112                                                                                               | 109                                                                                               | 85                                                                                                | 81                                                                                                | 79                                                                                                |                                                                                                   | 77                                                                                                |                                                                                                   | 69                                                                                                |                                                                                                   | 49                                                                                                |
| Vanuatu                                                           | 113                                                                                               | 110                                                                                               | 106                                                                                               | 82                                                                                                | 79                                                                                                | 77                                                                                                |                                                                                                   | 74                                                                                                |                                                                                                   | 68                                                                                                |                                                                                                   | 47                                                                                                |
| Islas Marshall                                                    | 112                                                                                               | 79                                                                                                | 77                                                                                                | 79                                                                                                | 77                                                                                                | 72                                                                                                |                                                                                                   | 63                                                                                                |                                                                                                   | 57                                                                                                |                                                                                                   | 36                                                                                                |
| Nicaragua                                                         | 112                                                                                               | 110                                                                                               | 108                                                                                               | 110                                                                                               | 109                                                                                               | 105                                                                                               |                                                                                                   | 101                                                                                               |                                                                                                   | 93                                                                                                |                                                                                                   | 75                                                                                                |
| Tonga                                                             | 111                                                                                               | 110                                                                                               | 80                                                                                                | 83                                                                                                | 80                                                                                                | 75                                                                                                |                                                                                                   | 72                                                                                                |                                                                                                   | 64                                                                                                |                                                                                                   | 46                                                                                                |
| Macedonia                                                         | 110                                                                                               | 111                                                                                               | 107                                                                                               | 106                                                                                               | 103                                                                                               | 97                                                                                                |                                                                                                   | 89                                                                                                |                                                                                                   | 49                                                                                                |                                                                                                   | 31                                                                                                |
| Tuvalu                                                            | 110                                                                                               | 82                                                                                                | 83                                                                                                | 85                                                                                                | 81                                                                                                | 77                                                                                                |                                                                                                   | 75                                                                                                |                                                                                                   | 70                                                                                                |                                                                                                   | 50                                                                                                |
| Kiribati                                                          | 109                                                                                               | 79                                                                                                | 80                                                                                                | 82                                                                                                | 78                                                                                                | 75                                                                                                |                                                                                                   | 73                                                                                                |                                                                                                   | 67                                                                                                |                                                                                                   | 49                                                                                                |
| Colombia                                                          | 107                                                                                               | 103                                                                                               | 66                                                                                                | 66                                                                                                | 63                                                                                                | 59                                                                                                |                                                                                                   | 54                                                                                                |                                                                                                   | 48                                                                                                |                                                                                                   | 32                                                                                                |
| Montenegro                                                        | 107                                                                                               | 107                                                                                               | 104                                                                                               | 99                                                                                                | 98                                                                                                | 94                                                                                                |                                                                                                   | 86                                                                                                |                                                                                                   | 50                                                                                                |                                                                                                   | 32                                                                                                |
| E.F de Micronesia                                                 | 106                                                                                               | 75                                                                                                | 73                                                                                                | 75                                                                                                | 73                                                                                                | 68                                                                                                |                                                                                                   | 60                                                                                                |                                                                                                   |                                                                                                   |                                                                                                   | 33                                                                                                |
| Singapur                                                          | 106                                                                                               | 105                                                                                               | 102                                                                                               | 100                                                                                               | 95                                                                                                | 94                                                                                                |                                                                                                   | 83                                                                                                |                                                                                                   | 60                                                                                                | 55                                                                                                | 35                                                                                                |
| Palaos                                                            | 105                                                                                               | 104                                                                                               | 72                                                                                                | 74                                                                                                | 72                                                                                                | 67                                                                                                |                                                                                                   | 59                                                                                                |                                                                                                   | 52                                                                                                |                                                                                                   | 32                                                                                                |
| Turquía                                                           | 105                                                                                               | 102                                                                                               | 102                                                                                               | 100                                                                                               | 94                                                                                                | 95                                                                                                |                                                                                                   | 89                                                                                                |                                                                                                   | 75                                                                                                |                                                                                                   | 52                                                                                                |
| Bosnia y Herzegovina                                              | 103                                                                                               | 101                                                                                               | 98                                                                                                | 95                                                                                                | 91                                                                                                | 87                                                                                                |                                                                                                   | 53                                                                                                |                                                                                                   | 40                                                                                                |                                                                                                   | 25                                                                                                |
| Moldavia                                                          | 102                                                                                               | 101                                                                                               | 95                                                                                                | 89                                                                                                | 59                                                                                                | 58                                                                                                |                                                                                                   | 57                                                                                                |                                                                                                   | 46                                                                                                |                                                                                                   | 29                                                                                                |
| Albania                                                           | 98                                                                                                | 98                                                                                                | 94                                                                                                | 91                                                                                                | 88                                                                                                | 84                                                                                                |                                                                                                   | 49                                                                                                |                                                                                                   | 36                                                                                                |                                                                                                   | 17                                                                                                |
| Sudáfrica                                                         | 98                                                                                                | 97                                                                                                | 95                                                                                                | 97                                                                                                | 94                                                                                                | 93                                                                                                |                                                                                                   | 88                                                                                                |                                                                                                   | 88                                                                                                |                                                                                                   | 65                                                                                                |
| Belice                                                            | 95                                                                                                | 94                                                                                                | 91                                                                                                | 93                                                                                                | 87                                                                                                | 86                                                                                                |                                                                                                   | 82                                                                                                |                                                                                                   | 75                                                                                                |                                                                                                   | 58                                                                                                |
| Ecuador                                                           | 83                                                                                                | 81                                                                                                | 78                                                                                                | 78                                                                                                | 74                                                                                                | 70                                                                                                |                                                                                                   | 65                                                                                                |                                                                                                   | 58                                                                                                |                                                                                                   | 41                                                                                                |
| Timor Oriental                                                    | 83                                                                                                | 82                                                                                                | 49                                                                                                | 51                                                                                                | 48                                                                                                | 44                                                                                                |                                                                                                   | 42                                                                                                |                                                                                                   | 37                                                                                                |                                                                                                   | 21                                                                                                |
| Ucrania                                                           | 82                                                                                                | 81                                                                                                | 79                                                                                                | 79                                                                                                | 77                                                                                                | 76                                                                                                |                                                                                                   | 64                                                                                                |                                                                                                   | 50                                                                                                |                                                                                                   | 32                                                                                                |
| Guyana                                                            | 81                                                                                                | 82                                                                                                | 80                                                                                                | 81                                                                                                | 78                                                                                                | 76                                                                                                |                                                                                                   | 72                                                                                                |                                                                                                   | 69                                                                                                |                                                                                                   | 53                                                                                                |
| Kuwait                                                            | 80                                                                                                | 82                                                                                                | 78                                                                                                | 78                                                                                                | 77                                                                                                | 72                                                                                                |                                                                                                   | 71                                                                                                |                                                                                                   | 56                                                                                                |                                                                                                   | 39                                                                                                |
| Maldivas                                                          | 80                                                                                                | 80                                                                                                | 81                                                                                                | 84                                                                                                | 80                                                                                                | 78                                                                                                |                                                                                                   | 73                                                                                                |                                                                                                   | 64                                                                                                |                                                                                                   | 46                                                                                                |
| Nauru                                                             | 80                                                                                                | 80                                                                                                | 79                                                                                                | 81                                                                                                | 78                                                                                                | 75                                                                                                |                                                                                                   | 73                                                                                                |                                                                                                   | 64                                                                                                |                                                                                                   | 44                                                                                                |
| Fiyi                                                              | 79                                                                                                | 81                                                                                                | 80                                                                                                | 81                                                                                                | 78                                                                                                | 77                                                                                                |                                                                                                   | 72                                                                                                |                                                                                                   | 66                                                                                                |                                                                                                   | 47                                                                                                |
| Jamaica                                                           | 78                                                                                                | 78                                                                                                | 76                                                                                                | 79                                                                                                | 77                                                                                                | 77                                                                                                |                                                                                                   | 73                                                                                                |                                                                                                   | 67                                                                                                |                                                                                                   | 57                                                                                                |
| Catar                                                             | 78                                                                                                | 79                                                                                                | 74                                                                                                | 75                                                                                                | 71                                                                                                | 67                                                                                                |                                                                                                   | 66                                                                                                |                                                                                                   | 53                                                                                                |                                                                                                   | 37                                                                                                |
| Papúa Nueva Guinea                                                | 76                                                                                                | 77                                                                                                | 76                                                                                                | 78                                                                                                | 75                                                                                                | 72                                                                                                |                                                                                                   | 70                                                                                                |                                                                                                   | 59                                                                                                |                                                                                                   | 41                                                                                                |
| Bolivia                                                           | 75                                                                                                | 72                                                                                                | 71                                                                                                | 74                                                                                                | 73                                                                                                | 69                                                                                                |                                                                                                   | 62                                                                                                |                                                                                                   | 65                                                                                                |                                                                                                   | 83                                                                                                |
| Botsuana                                                          | 74                                                                                                | 72                                                                                                | 72                                                                                                | 73                                                                                                | 70                                                                                                | 70                                                                                                |                                                                                                   | 69                                                                                                |                                                                                                   | 59                                                                                                |                                                                                                   | 48                                                                                                |
| Surinam                                                           | 74                                                                                                | 74                                                                                                | 70                                                                                                | 72                                                                                                | 72                                                                                                | 70                                                                                                |                                                                                                   | 63                                                                                                |                                                                                                   | 57                                                                                                |                                                                                                   | 40                                                                                                |
| Baréin                                                            | 73                                                                                                | 73                                                                                                | 70                                                                                                | 69                                                                                                | 69                                                                                                | 66                                                                                                |                                                                                                   | 67                                                                                                |                                                                                                   | 53                                                                                                |                                                                                                   | 38                                                                                                |
| Kazajistán                                                        | 71                                                                                                | 67                                                                                                | 65                                                                                                | 66                                                                                                | 61                                                                                                | 61                                                                                                |                                                                                                   | 54                                                                                                |                                                                                                   | 47                                                                                                |                                                                                                   | 28                                                                                                |
| Namibia                                                           | 71                                                                                                | 70                                                                                                | 70                                                                                                | 71                                                                                                | 68                                                                                                | 67                                                                                                |                                                                                                   | 67                                                                                                |                                                                                                   | 58                                                                                                |                                                                                                   | 41                                                                                                |
| Tailandia                                                         | 71                                                                                                | 71                                                                                                | 68                                                                                                | 69                                                                                                | 68                                                                                                | 64                                                                                                |                                                                                                   | 60                                                                                                |                                                                                                   | 52                                                                                                |                                                                                                   | 29                                                                                                |
| Georgia                                                           | 69                                                                                                | 67                                                                                                | 61                                                                                                | 62                                                                                                | 60                                                                                                | 60                                                                                                |                                                                                                   | 56                                                                                                |                                                                                                   | 46                                                                                                |                                                                                                   | 28                                                                                                |
| Kenia                                                             | 69                                                                                                | 68                                                                                                | 70                                                                                                | 71                                                                                                | 68                                                                                                | 67                                                                                                |                                                                                                   | 65                                                                                                |                                                                                                   | 58                                                                                                |                                                                                                   | 46                                                                                                |
| Omán                                                              | 69                                                                                                | 71                                                                                                | 68                                                                                                | 66                                                                                                | 63                                                                                                | 61                                                                                                |                                                                                                   | 61                                                                                                |                                                                                                   | 49                                                                                                |                                                                                                   | 36                                                                                                |
| Arabia Saudita                                                    | 68                                                                                                | 69                                                                                                | 66                                                                                                | 65                                                                                                | 64                                                                                                | 59                                                                                                |                                                                                                   | 57                                                                                                |                                                                                                   | 42                                                                                                |                                                                                                   | 31                                                                                                |
| Bielorrusia                                                       | 67                                                                                                | 67                                                                                                | 62                                                                                                | 63                                                                                                | 61                                                                                                | 59                                                                                                |                                                                                                   | 56                                                                                                |                                                                                                   | 49                                                                                                |                                                                                                   | 32                                                                                                |
| Lesoto                                                            | 67                                                                                                | 69                                                                                                | 69                                                                                                | 72                                                                                                | 68                                                                                                | 67                                                                                                |                                                                                                   | 65                                                                                                |                                                                                                   | 62                                                                                                |                                                                                                   | 51                                                                                                |
| Malaui                                                            | 67                                                                                                | 67                                                                                                | 66                                                                                                | 69                                                                                                | 67                                                                                                | 66                                                                                                |                                                                                                   | 65                                                                                                |                                                                                                   | 60                                                                                                |                                                                                                   | 48                                                                                                |
| Gambia                                                            | 66                                                                                                | 67                                                                                                | 66                                                                                                | 70                                                                                                | 68                                                                                                | 71                                                                                                |                                                                                                   | 68                                                                                                |                                                                                                   | 62                                                                                                |                                                                                                   | 53                                                                                                |
| Suazilandia                                                       | 66                                                                                                | 67                                                                                                | 67                                                                                                | 70                                                                                                | 66                                                                                                | 66                                                                                                |                                                                                                   | 64                                                                                                |                                                                                                   | 59                                                                                                |                                                                                                   | 46                                                                                                |
| Tanzania                                                          | 65                                                                                                | 65                                                                                                | 65                                                                                                | 66                                                                                                | 65                                                                                                | 66                                                                                                |                                                                                                   | 61                                                                                                |                                                                                                   | 54                                                                                                |                                                                                                   | 41                                                                                                |
| Cabo Verde                                                        | 63                                                                                                | 61                                                                                                | 56                                                                                                | 57                                                                                                | 57                                                                                                | 57                                                                                                |                                                                                                   | 54                                                                                                |                                                                                                   | 47                                                                                                |                                                                                                   | 36                                                                                                |
| Túnez                                                             | 63                                                                                                | 65                                                                                                | 63                                                                                                | 64                                                                                                | 63                                                                                                | 62                                                                                                |                                                                                                   | 62                                                                                                |                                                                                                   | 55                                                                                                |                                                                                                   | 38                                                                                                |
| Zambia                                                            | 63                                                                                                | 63                                                                                                | 65                                                                                                | 67                                                                                                | 66                                                                                                | 66                                                                                                |                                                                                                   | 64                                                                                                |                                                                                                   | 57                                                                                                |                                                                                                   | 45                                                                                                |
| Azerbaiyán                                                        | 62                                                                                                | 62                                                                                                | 58                                                                                                | 58                                                                                                | 56                                                                                                | 57                                                                                                |                                                                                                   | 51                                                                                                |                                                                                                   | 44                                                                                                |                                                                                                   | 28                                                                                                |
| Filipinas                                                         | 61                                                                                                | 61                                                                                                | 60                                                                                                | 62                                                                                                | 58                                                                                                | 59                                                                                                |                                                                                                   | 54                                                                                                |                                                                                                   | 50                                                                                                |                                                                                                   | 33                                                                                                |
| Uganda                                                            | 61                                                                                                | 60                                                                                                | 61                                                                                                | 64                                                                                                | 63                                                                                                | 62                                                                                                |                                                                                                   | 59                                                                                                |                                                                                                   | 53                                                                                                |                                                                                                   | 39                                                                                                |
| Cuba                                                              | 60                                                                                                | 59                                                                                                | 59                                                                                                | 61                                                                                                | 61                                                                                                | 56                                                                                                |                                                                                                   | 49                                                                                                |                                                                                                   | 42                                                                                                |                                                                                                   | 27                                                                                                |
| Ghana                                                             | 59                                                                                                | 64                                                                                                | 61                                                                                                | 63                                                                                                | 61                                                                                                | 62                                                                                                |                                                                                                   | 62                                                                                                |                                                                                                   | 55                                                                                                |                                                                                                   | 45                                                                                                |
| Zimbabue                                                          | 59                                                                                                | 59                                                                                                | 58                                                                                                | 61                                                                                                | 60                                                                                                | 58                                                                                                |                                                                                                   | 59                                                                                                |                                                                                                   | 52                                                                                                |                                                                                                   | 41                                                                                                |
| Armenia                                                           | 58                                                                                                | 57                                                                                                | 52                                                                                                | 55                                                                                                | 55                                                                                                | 52                                                                                                |                                                                                                   | 51                                                                                                |                                                                                                   | 46                                                                                                |                                                                                                   | 27                                                                                                |
| Benín                                                             | 58                                                                                                | 59                                                                                                | 56                                                                                                | 58                                                                                                | 55                                                                                                | 55                                                                                                |                                                                                                   | 54                                                                                                |                                                                                                   | 47                                                                                                |                                                                                                   | 36                                                                                                |
| Kirguizistán                                                      | 58                                                                                                | 58                                                                                                | 56                                                                                                | 58                                                                                                | 56                                                                                                | 56                                                                                                |                                                                                                   | 53                                                                                                |                                                                                                   | 44                                                                                                |                                                                                                   | 28                                                                                                |
| Marruecos                                                         | 58                                                                                                | 59                                                                                                | 56                                                                                                | 55                                                                                                | 52                                                                                                | 51                                                                                                |                                                                                                   | 51                                                                                                |                                                                                                   | 42                                                                                                |                                                                                                   | 30                                                                                                |
| Indonesia                                                         | 57                                                                                                | 58                                                                                                | 55                                                                                                | 56                                                                                                | 53                                                                                                | 52                                                                                                |                                                                                                   | 46                                                                                                |                                                                                                   | 43                                                                                                |                                                                                                   | 29                                                                                                |
| Burkina Faso                                                      | 56                                                                                                | 56                                                                                                | 52                                                                                                | 54                                                                                                | 53                                                                                                | 54                                                                                                |                                                                                                   | 51                                                                                                |                                                                                                   | 44                                                                                                |                                                                                                   | 35                                                                                                |
| República Dominicana                                              | 56                                                                                                | 54                                                                                                | 51                                                                                                | 53                                                                                                | 52                                                                                                | 50                                                                                                |                                                                                                   | 50                                                                                                |                                                                                                   | 43                                                                                                |                                                                                                   | 25                                                                                                |
| Mongolia                                                          | 56                                                                                                | 56                                                                                                | 52                                                                                                | 51                                                                                                | 51                                                                                                | 49                                                                                                |                                                                                                   | 45                                                                                                |                                                                                                   | 39                                                                                                |                                                                                                   | 24                                                                                                |
| Mozambique                                                        | 55                                                                                                | 51                                                                                                | 49                                                                                                | 51                                                                                                | 49                                                                                                | 49                                                                                                |                                                                                                   | 45                                                                                                |                                                                                                   | 37                                                                                                |                                                                                                   | 22                                                                                                |
| Santo Tomé y Príncipe                                             | 55                                                                                                | 54                                                                                                | 50                                                                                                | 54                                                                                                | 50                                                                                                | 48                                                                                                |                                                                                                   | 44                                                                                                |                                                                                                   | 37                                                                                                |                                                                                                   | 22                                                                                                |
| Sierra Leona                                                      | 55                                                                                                | 51                                                                                                | 49                                                                                                | 65                                                                                                | 63                                                                                                | 63                                                                                                |                                                                                                   | 65                                                                                                |                                                                                                   | 60                                                                                                |                                                                                                   | 47                                                                                                |
| Mauritania                                                        | 54                                                                                                | 55                                                                                                | 53                                                                                                | 55                                                                                                | 55                                                                                                | 54                                                                                                |                                                                                                   | 52                                                                                                |                                                                                                   | 49                                                                                                |                                                                                                   | 39                                                                                                |
| Costa de Marfil                                                   | 53                                                                                                | 56                                                                                                | 54                                                                                                | 56                                                                                                | 55                                                                                                | 54                                                                                                |                                                                                                   |                                                                                                   |                                                                                                   | 47                                                                                                |                                                                                                   | 37                                                                                                |
| Senegal                                                           | 53                                                                                                | 55                                                                                                | 53                                                                                                | 57                                                                                                | 55                                                                                                | 54                                                                                                |                                                                                                   | 51                                                                                                |                                                                                                   | 48                                                                                                |                                                                                                   | 37                                                                                                |
| Tayikistán                                                        | 53                                                                                                | 53                                                                                                | 51                                                                                                | 53                                                                                                | 50                                                                                                | 50                                                                                                |                                                                                                   | 50                                                                                                |                                                                                                   | 44                                                                                                |                                                                                                   | 27                                                                                                |
| Togo                                                              | 53                                                                                                | 55                                                                                                | 51                                                                                                | 54                                                                                                | 53                                                                                                | 53                                                                                                |                                                                                                   | 51                                                                                                |                                                                                                   | 43                                                                                                |                                                                                                   | 35                                                                                                |
| Uzbekistán                                                        | 53                                                                                                | 52                                                                                                | 52                                                                                                | 54                                                                                                | 52                                                                                                | 51                                                                                                |                                                                                                   | 47                                                                                                |                                                                                                   | 41                                                                                                |                                                                                                   | 24                                                                                                |
| Nigeria                                                           | 52                                                                                                | 55                                                                                                | 51                                                                                                | 54                                                                                                | 53                                                                                                | 52                                                                                                |                                                                                                   | 51                                                                                                |                                                                                                   | 47                                                                                                |                                                                                                   | 37                                                                                                |
| República Popular China                                           | 51                                                                                                | 50                                                                                                | 45                                                                                                | 45                                                                                                | 44                                                                                                | 41                                                                                                | 40                                                                                                | 38                                                                                                |                                                                                                   | 33                                                                                                |                                                                                                   | 18                                                                                                |
| Bután                                                             | 51                                                                                                | 51                                                                                                | 48                                                                                                | 51                                                                                                | 49                                                                                                | 46                                                                                                |                                                                                                   | 44                                                                                                |                                                                                                   | 36                                                                                                |                                                                                                   | 19                                                                                                |
| Chad                                                              | 51                                                                                                | 49                                                                                                | 47                                                                                                | 47                                                                                                | 46                                                                                                | 43                                                                                                |                                                                                                   | 43                                                                                                |                                                                                                   | 37                                                                                                |                                                                                                   | 27                                                                                                |
| Mali                                                              | 51                                                                                                | 52                                                                                                | 50                                                                                                | 54                                                                                                | 53                                                                                                | 54                                                                                                |                                                                                                   | 52                                                                                                |                                                                                                   | 47                                                                                                |                                                                                                   | 38                                                                                                |
| Ruanda                                                            | 51                                                                                                | 48                                                                                                | 47                                                                                                | 46                                                                                                | 44                                                                                                | 43                                                                                                |                                                                                                   | 39                                                                                                |                                                                                                   | 34                                                                                                |                                                                                                   | 23                                                                                                |
| Gabón                                                             | 50                                                                                                | 49                                                                                                | 47                                                                                                | 47                                                                                                | 47                                                                                                | 45                                                                                                |                                                                                                   | 42                                                                                                |                                                                                                   | 35                                                                                                |                                                                                                   | 24                                                                                                |
| Haití                                                             | 50                                                                                                | 48                                                                                                | 45                                                                                                | 49                                                                                                | 46                                                                                                | 43                                                                                                |                                                                                                   | 42                                                                                                |                                                                                                   | 36                                                                                                |                                                                                                   | 22                                                                                                |
| Madagascar                                                        | 50                                                                                                | 48                                                                                                | 46                                                                                                | 49                                                                                                | 49                                                                                                | 47                                                                                                |                                                                                                   | 44                                                                                                |                                                                                                   | 39                                                                                                |                                                                                                   | 25                                                                                                |
| Guinea-Bisáu                                                      | 49                                                                                                | 51                                                                                                | 46                                                                                                | 49                                                                                                | 48                                                                                                | 50                                                                                                |                                                                                                   | 48                                                                                                |                                                                                                   | 42                                                                                                |                                                                                                   | 33                                                                                                |
| India                                                             | 49                                                                                                | 52                                                                                                | 51                                                                                                | 52                                                                                                | 52                                                                                                | 51                                                                                                | 53                                                                                                | 50                                                                                                |                                                                                                   | 37                                                                                                |                                                                                                   | 25                                                                                                |
| Turkmenistán                                                      | 49                                                                                                | 49                                                                                                | 47                                                                                                | 49                                                                                                | 46                                                                                                | 46                                                                                                |                                                                                                   | 41                                                                                                |                                                                                                   | 38                                                                                                |                                                                                                   | 19                                                                                                |
| Argelia                                                           | 48                                                                                                | 48                                                                                                | 45                                                                                                | 46                                                                                                | 47                                                                                                | 45                                                                                                |                                                                                                   | 48                                                                                                |                                                                                                   | 36                                                                                                |                                                                                                   | 23                                                                                                |
| Camboya                                                           | 48                                                                                                | 50                                                                                                | 47                                                                                                | 50                                                                                                | 47                                                                                                | 42                                                                                                |                                                                                                   | 39                                                                                                |                                                                                                   | 29                                                                                                |                                                                                                   | 17                                                                                                |
| Comoras                                                           | 48                                                                                                | 47                                                                                                | 44                                                                                                | 45                                                                                                | 43                                                                                                | 41                                                                                                |                                                                                                   | 37                                                                                                |                                                                                                   | 31                                                                                                |                                                                                                   | 20                                                                                                |
| Egipto                                                            | 48                                                                                                | 49                                                                                                | 47                                                                                                | 48                                                                                                | 47                                                                                                | 44                                                                                                |                                                                                                   | 43                                                                                                |                                                                                                   | 34                                                                                                |                                                                                                   | 24                                                                                                |
| Guinea                                                            | 48                                                                                                | 46                                                                                                | 43                                                                                                | 54                                                                                                | 53                                                                                                | 54                                                                                                |                                                                                                   | 52                                                                                                |                                                                                                   | 46                                                                                                |                                                                                                   | 37                                                                                                |
| Laos                                                              | 48                                                                                                | 47                                                                                                | 45                                                                                                | 48                                                                                                | 46                                                                                                | 44                                                                                                |                                                                                                   | 42                                                                                                |                                                                                                   | 33                                                                                                |                                                                                                   | 20                                                                                                |
| República Centroafricana                                          | 46                                                                                                | 48                                                                                                | 44                                                                                                | 48                                                                                                | 49                                                                                                | 47                                                                                                |                                                                                                   | 46                                                                                                |                                                                                                   | 37                                                                                                |                                                                                                   | 28                                                                                                |
| Guinea Ecuatorial                                                 | 46                                                                                                | 45                                                                                                | 42                                                                                                | 43                                                                                                | 42                                                                                                | 40                                                                                                |                                                                                                   | 37                                                                                                |                                                                                                   | 30                                                                                                |                                                                                                   | 20                                                                                                |
| Angola                                                            | 45                                                                                                | 45                                                                                                | 40                                                                                                | 42                                                                                                | 40                                                                                                | 37                                                                                                |                                                                                                   | 34                                                                                                |                                                                                                   | 31                                                                                                |                                                                                                   | 19                                                                                                |
| Camerún                                                           | 45                                                                                                | 45                                                                                                | 44                                                                                                | 46                                                                                                | 44                                                                                                | 39                                                                                                |                                                                                                   | 42                                                                                                |                                                                                                   | 37                                                                                                |                                                                                                   | 26                                                                                                |
| Vietnam                                                           | 45                                                                                                | 47                                                                                                | 45                                                                                                | 47                                                                                                | 45                                                                                                | 44                                                                                                |                                                                                                   | 43                                                                                                |                                                                                                   | 33                                                                                                |                                                                                                   | 18                                                                                                |
| Burundi                                                           | 44                                                                                                | 42                                                                                                | 41                                                                                                | 42                                                                                                | 41                                                                                                | 40                                                                                                |                                                                                                   | 37                                                                                                |                                                                                                   | 30                                                                                                |                                                                                                   | 18                                                                                                |
| Nigeria                                                           | 44                                                                                                | 45                                                                                                | 44                                                                                                | 49                                                                                                | 48                                                                                                | 46                                                                                                |                                                                                                   | 51                                                                                                |                                                                                                   | 45                                                                                                |                                                                                                   | 35                                                                                                |
| Jordania                                                          | 43                                                                                                | 47                                                                                                | 44                                                                                                | 45                                                                                                | 44                                                                                                | 43                                                                                                |                                                                                                   | 39                                                                                                |                                                                                                   | 30                                                                                                |                                                                                                   | 21                                                                                                |
| Liberia                                                           | 43                                                                                                | 43                                                                                                | 37                                                                                                | 48                                                                                                | 46                                                                                                | 46                                                                                                |                                                                                                   | 45                                                                                                |                                                                                                   | 40                                                                                                |                                                                                                   | 31                                                                                                |
| Birmania                                                          | 41                                                                                                | 42                                                                                                | 40                                                                                                | 42                                                                                                | 40                                                                                                | 37                                                                                                |                                                                                                   | 34                                                                                                |                                                                                                   | 27                                                                                                |                                                                                                   | 15                                                                                                |
| R.D. del Congo                                                    | 40                                                                                                | 39                                                                                                | 37                                                                                                | 40                                                                                                | 39                                                                                                | 38                                                                                                |                                                                                                   | 36                                                                                                |                                                                                                   |                                                                                                   |                                                                                                   | 16                                                                                                |
| Yibuti                                                            | 40                                                                                                | 44                                                                                                | 41                                                                                                | 42                                                                                                | 40                                                                                                | 37                                                                                                |                                                                                                   | 35                                                                                                |                                                                                                   | 28                                                                                                |                                                                                                   | 19                                                                                                |
| Corea del Norte                                                   | 40                                                                                                | 42                                                                                                | 39                                                                                                | 42                                                                                                | 41                                                                                                | 39                                                                                                |                                                                                                   | 36                                                                                                |                                                                                                   | 29                                                                                                |                                                                                                   | 18                                                                                                |
| Bangladés                                                         | 38                                                                                                | 39                                                                                                | 40                                                                                                | 42                                                                                                | 41                                                                                                | 40                                                                                                |                                                                                                   | 42                                                                                                |                                                                                                   | 39                                                                                                |                                                                                                   | 28                                                                                                |
| Irán                                                              | 38                                                                                                | 37                                                                                                | 37                                                                                                | 40                                                                                                | 40                                                                                                | 37                                                                                                | 36                                                                                                | 34                                                                                                |                                                                                                   | 25                                                                                                |                                                                                                   | 14                                                                                                |
| Sri Lanka                                                         | 38                                                                                                | 39                                                                                                | 38                                                                                                | 39                                                                                                | 38                                                                                                | 37                                                                                                |                                                                                                   | 43                                                                                                |                                                                                                   | 33                                                                                                |                                                                                                   | 22                                                                                                |
| Etiopía                                                           | 37                                                                                                | 37                                                                                                | 35                                                                                                | 39                                                                                                | 41                                                                                                | 37                                                                                                |                                                                                                   | 34                                                                                                |                                                                                                   | 29                                                                                                |                                                                                                   | 18                                                                                                |
| República de Kosovo                                               | 37                                                                                                | 38                                                                                                | 36                                                                                                | 40                                                                                                | 38                                                                                                | 37                                                                                                |                                                                                                   | 37                                                                                                |                                                                                                   |                                                                                                   |                                                                                                   |                                                                                                   |
| Líbano                                                            | 37                                                                                                | 39                                                                                                | 37                                                                                                | 39                                                                                                | 38                                                                                                | 35                                                                                                | 33                                                                                                | 32                                                                                                |                                                                                                   | 27                                                                                                |                                                                                                   | 17                                                                                                |
| Sudán del Sur                                                     | 37                                                                                                | 38                                                                                                | 35                                                                                                | 39                                                                                                | 39                                                                                                | 38                                                                                                | [ 24 ]                                                                                            | [ 24 ]                                                                                            | [ 24 ]                                                                                            | [ 24 ]                                                                                            | [ 24 ]                                                                                            | [ 24 ]                                                                                            |
| Nepal                                                             | 36                                                                                                | 37                                                                                                | 34                                                                                                | 37                                                                                                | 37                                                                                                | 35                                                                                                |                                                                                                   | 38                                                                                                |                                                                                                   | 32                                                                                                |                                                                                                   | 20                                                                                                |
| Palestina                                                         | 36                                                                                                | 37                                                                                                | 34                                                                                                | 35                                                                                                | 36                                                                                                | 32                                                                                                |                                                                                                   |                                                                                                   |                                                                                                   |                                                                                                   |                                                                                                   |                                                                                                   |
| Sudán                                                             | 36                                                                                                | 37                                                                                                | 35                                                                                                | 38                                                                                                | 38                                                                                                | 36                                                                                                |                                                                                                   | 30                                                                                                |                                                                                                   | 26                                                                                                |                                                                                                   | 17                                                                                                |
| Eritrea                                                           | 35                                                                                                | 37                                                                                                | 34                                                                                                | 38                                                                                                | 36                                                                                                | 34                                                                                                |                                                                                                   | 33                                                                                                |                                                                                                   | 29                                                                                                |                                                                                                   | 20                                                                                                |
| Yemen                                                             | 35                                                                                                | 38                                                                                                | 39                                                                                                | 43                                                                                                | 43                                                                                                | 41                                                                                                |                                                                                                   | 38                                                                                                |                                                                                                   | 30                                                                                                |                                                                                                   | 18                                                                                                |
| Libia                                                             | 33                                                                                                | 36                                                                                                | 37                                                                                                | 38                                                                                                | 39                                                                                                | 39                                                                                                |                                                                                                   | 39                                                                                                |                                                                                                   | 32                                                                                                |                                                                                                   | 19                                                                                                |
| Somalia                                                           | 30                                                                                                | 31                                                                                                | 30                                                                                                | 32                                                                                                | 32                                                                                                | 28                                                                                                |                                                                                                   | 31                                                                                                |                                                                                                   | 25                                                                                                |                                                                                                   | 15                                                                                                |
| Siria                                                             | 29                                                                                                | 32                                                                                                | 33                                                                                                | 38                                                                                                | 39                                                                                                | 37                                                                                                |                                                                                                   | 39                                                                                                |                                                                                                   | 30                                                                                                |                                                                                                   | 16                                                                                                |
| Pakistán                                                          | 28                                                                                                | 29                                                                                                | 31                                                                                                | 32                                                                                                | 32                                                                                                | 32                                                                                                |                                                                                                   | 36                                                                                                |                                                                                                   | 25                                                                                                |                                                                                                   | 17                                                                                                |
| Irak                                                              | 27                                                                                                | 30                                                                                                | 29                                                                                                | 31                                                                                                | 31                                                                                                | 30                                                                                                |                                                                                                   | 27                                                                                                |                                                                                                   | 23                                                                                                |                                                                                                   | 15                                                                                                |
| Afganistán                                                        | 24                                                                                                | 25                                                                                                | 25                                                                                                | 28                                                                                                | 28                                                                                                | 26                                                                                                | 24                                                                                                | 26                                                                                                |                                                                                                   | 22                                                                                                |                                                                                                   | 12                                                                                                |

| desde 2018 Índice de Restricciones de Visa por país o territorio | desde 2018 Índice de Restricciones de Visa por país o territorio                                  | desde 2018 Índice de Restricciones de Visa por país o territorio                                  | desde 2018 Índice de Restricciones de Visa por país o territorio                                  | desde 2018 Índice de Restricciones de Visa por país o territorio                                  | desde 2018 Índice de Restricciones de Visa por país o territorio                                  | desde 2018 Índice de Restricciones de Visa por país o territorio                                  | desde 2018 Índice de Restricciones de Visa por país o territorio                                  | desde 2018 Índice de Restricciones de Visa por país o territorio                                  | desde 2018 Índice de Restricciones de Visa por país o territorio                                  | desde 2018 Índice de Restricciones de Visa por país o territorio                                  | desde 2018 Índice de Restricciones de Visa por país o territorio                                  | desde 2018 Índice de Restricciones de Visa por país o territorio                                  |
| País o Territorio                                                | Número de territorios que permiten la entrada sin visado o la expedición de una visa a la llegada | Número de territorios que permiten la entrada sin visado o la expedición de una visa a la llegada | Número de territorios que permiten la entrada sin visado o la expedición de una visa a la llegada | Número de territorios que permiten la entrada sin visado o la expedición de una visa a la llegada | Número de territorios que permiten la entrada sin visado o la expedición de una visa a la llegada | Número de territorios que permiten la entrada sin visado o la expedición de una visa a la llegada | Número de territorios que permiten la entrada sin visado o la expedición de una visa a la llegada | Número de territorios que permiten la entrada sin visado o la expedición de una visa a la llegada | Número de territorios que permiten la entrada sin visado o la expedición de una visa a la llegada | Número de territorios que permiten la entrada sin visado o la expedición de una visa a la llegada | Número de territorios que permiten la entrada sin visado o la expedición de una visa a la llegada | Número de territorios que permiten la entrada sin visado o la expedición de una visa a la llegada |
| País o Territorio                                                | 2029                                                                                              | 2028                                                                                              | 2027                                                                                              | 2026                                                                                              | 2025                                                                                              | 2024                                                                                              | 2023                                                                                              | 2022                                                                                              | 2021                                                                                              | 2020                                                                                              | 2019                                                                                              | 2018                                                                                              |
| ---------------------------------------------------------------- | ------------------------------------------------------------------------------------------------- | ------------------------------------------------------------------------------------------------- | ------------------------------------------------------------------------------------------------- | ------------------------------------------------------------------------------------------------- | ------------------------------------------------------------------------------------------------- | ------------------------------------------------------------------------------------------------- | ------------------------------------------------------------------------------------------------- | ------------------------------------------------------------------------------------------------- | ------------------------------------------------------------------------------------------------- | ------------------------------------------------------------------------------------------------- | ------------------------------------------------------------------------------------------------- | ------------------------------------------------------------------------------------------------- |
| Alemania                                                         |                                                                                                   |                                                                                                   |                                                                                                   |                                                                                                   |                                                                                                   |                                                                                                   |                                                                                                   |                                                                                                   |                                                                                                   |                                                                                                   | 188 (+11)                                                                                         | 177                                                                                               |
| Singapur                                                         |                                                                                                   |                                                                                                   |                                                                                                   |                                                                                                   |                                                                                                   |                                                                                                   |                                                                                                   |                                                                                                   |                                                                                                   |                                                                                                   | 190 (+14)                                                                                         | 176                                                                                               |
| Suiza                                                            |                                                                                                   |                                                                                                   |                                                                                                   |                                                                                                   |                                                                                                   |                                                                                                   |                                                                                                   |                                                                                                   |                                                                                                   |                                                                                                   | 184 (+12)                                                                                         | 176                                                                                               |
| Dinamarca                                                        |                                                                                                   |                                                                                                   |                                                                                                   |                                                                                                   |                                                                                                   |                                                                                                   |                                                                                                   |                                                                                                   |                                                                                                   |                                                                                                   | 187 (+12)                                                                                         | 175                                                                                               |
| Finlandia                                                        |                                                                                                   |                                                                                                   |                                                                                                   |                                                                                                   |                                                                                                   |                                                                                                   |                                                                                                   |                                                                                                   |                                                                                                   |                                                                                                   | 188                                                                                               | 175                                                                                               |
| Francia                                                          |                                                                                                   |                                                                                                   |                                                                                                   |                                                                                                   |                                                                                                   |                                                                                                   |                                                                                                   |                                                                                                   |                                                                                                   |                                                                                                   | 186                                                                                               | 175                                                                                               |
| Italia                                                           |                                                                                                   |                                                                                                   |                                                                                                   |                                                                                                   |                                                                                                   |                                                                                                   |                                                                                                   |                                                                                                   |                                                                                                   |                                                                                                   | 187                                                                                               | 175                                                                                               |
| Japón                                                            |                                                                                                   |                                                                                                   |                                                                                                   |                                                                                                   |                                                                                                   |                                                                                                   |                                                                                                   |                                                                                                   |                                                                                                   |                                                                                                   | 190                                                                                               | 175                                                                                               |
| Noruega                                                          |                                                                                                   |                                                                                                   |                                                                                                   |                                                                                                   |                                                                                                   |                                                                                                   |                                                                                                   |                                                                                                   |                                                                                                   |                                                                                                   | 184                                                                                               | 175                                                                                               |
| Suecia                                                           |                                                                                                   |                                                                                                   |                                                                                                   |                                                                                                   |                                                                                                   |                                                                                                   |                                                                                                   |                                                                                                   |                                                                                                   |                                                                                                   | 186                                                                                               | 175                                                                                               |
| Reino Unido                                                      |                                                                                                   |                                                                                                   |                                                                                                   |                                                                                                   |                                                                                                   |                                                                                                   |                                                                                                   |                                                                                                   |                                                                                                   |                                                                                                   | 184                                                                                               | 175                                                                                               |
| Austria                                                          |                                                                                                   |                                                                                                   |                                                                                                   |                                                                                                   |                                                                                                   |                                                                                                   |                                                                                                   |                                                                                                   |                                                                                                   |                                                                                                   | 185                                                                                               | 174                                                                                               |
| Bélgica                                                          |                                                                                                   |                                                                                                   |                                                                                                   |                                                                                                   |                                                                                                   |                                                                                                   |                                                                                                   |                                                                                                   |                                                                                                   |                                                                                                   | 184                                                                                               | 174                                                                                               |
| Luxemburgo                                                       |                                                                                                   |                                                                                                   |                                                                                                   |                                                                                                   |                                                                                                   |                                                                                                   |                                                                                                   |                                                                                                   |                                                                                                   |                                                                                                   | 187                                                                                               | 174                                                                                               |
| Países Bajos                                                     |                                                                                                   |                                                                                                   |                                                                                                   |                                                                                                   |                                                                                                   |                                                                                                   |                                                                                                   |                                                                                                   |                                                                                                   |                                                                                                   | 185                                                                                               | 174                                                                                               |
| España                                                           |                                                                                                   |                                                                                                   |                                                                                                   |                                                                                                   |                                                                                                   |                                                                                                   |                                                                                                   |                                                                                                   |                                                                                                   |                                                                                                   | 186                                                                                               | 174                                                                                               |
| Estados Unidos                                                   |                                                                                                   |                                                                                                   |                                                                                                   |                                                                                                   |                                                                                                   |                                                                                                   |                                                                                                   |                                                                                                   |                                                                                                   |                                                                                                   | 184                                                                                               | 174                                                                                               |
| Irlanda                                                          |                                                                                                   |                                                                                                   |                                                                                                   |                                                                                                   |                                                                                                   |                                                                                                   |                                                                                                   |                                                                                                   |                                                                                                   |                                                                                                   | 184                                                                                               | 173                                                                                               |
| Portugal                                                         |                                                                                                   |                                                                                                   |                                                                                                   |                                                                                                   |                                                                                                   |                                                                                                   |                                                                                                   |                                                                                                   |                                                                                                   |                                                                                                   | 185                                                                                               | 173                                                                                               |
| Corea del Sur                                                    |                                                                                                   |                                                                                                   |                                                                                                   |                                                                                                   |                                                                                                   |                                                                                                   |                                                                                                   |                                                                                                   |                                                                                                   |                                                                                                   | 188                                                                                               | 173                                                                                               |
| Canadá                                                           |                                                                                                   |                                                                                                   |                                                                                                   |                                                                                                   |                                                                                                   |                                                                                                   |                                                                                                   |                                                                                                   |                                                                                                   |                                                                                                   | 184                                                                                               | 172                                                                                               |
| Australia                                                        |                                                                                                   |                                                                                                   |                                                                                                   |                                                                                                   |                                                                                                   |                                                                                                   |                                                                                                   |                                                                                                   |                                                                                                   |                                                                                                   | 181                                                                                               | 171                                                                                               |
| Grecia                                                           |                                                                                                   |                                                                                                   |                                                                                                   |                                                                                                   |                                                                                                   |                                                                                                   |                                                                                                   |                                                                                                   |                                                                                                   |                                                                                                   | 184                                                                                               | 171                                                                                               |
| Nueva Zelanda                                                    |                                                                                                   |                                                                                                   |                                                                                                   |                                                                                                   |                                                                                                   |                                                                                                   |                                                                                                   |                                                                                                   |                                                                                                   |                                                                                                   | 182                                                                                               | 171                                                                                               |
| República Checa                                                  |                                                                                                   |                                                                                                   |                                                                                                   |                                                                                                   |                                                                                                   |                                                                                                   |                                                                                                   |                                                                                                   |                                                                                                   |                                                                                                   | 183                                                                                               | 170                                                                                               |
| Islandia                                                         |                                                                                                   |                                                                                                   |                                                                                                   |                                                                                                   |                                                                                                   |                                                                                                   |                                                                                                   |                                                                                                   |                                                                                                   |                                                                                                   | 180                                                                                               | 170                                                                                               |
| Malta                                                            |                                                                                                   |                                                                                                   |                                                                                                   |                                                                                                   |                                                                                                   |                                                                                                   |                                                                                                   |                                                                                                   |                                                                                                   |                                                                                                   | 183                                                                                               | 169                                                                                               |
| Hungría                                                          |                                                                                                   |                                                                                                   |                                                                                                   |                                                                                                   |                                                                                                   |                                                                                                   |                                                                                                   |                                                                                                   |                                                                                                   |                                                                                                   | 180                                                                                               | 168                                                                                               |
| Liechtenstein                                                    |                                                                                                   |                                                                                                   |                                                                                                   |                                                                                                   |                                                                                                   |                                                                                                   |                                                                                                   |                                                                                                   |                                                                                                   |                                                                                                   | 177                                                                                               | 167                                                                                               |
| Eslovaquia                                                       |                                                                                                   |                                                                                                   |                                                                                                   |                                                                                                   |                                                                                                   |                                                                                                   |                                                                                                   |                                                                                                   |                                                                                                   |                                                                                                   | 181                                                                                               | 167                                                                                               |
| Eslovenia                                                        |                                                                                                   |                                                                                                   |                                                                                                   |                                                                                                   |                                                                                                   |                                                                                                   |                                                                                                   |                                                                                                   |                                                                                                   |                                                                                                   | 180                                                                                               | 167                                                                                               |
| Letonia                                                          |                                                                                                   |                                                                                                   |                                                                                                   |                                                                                                   |                                                                                                   |                                                                                                   |                                                                                                   |                                                                                                   |                                                                                                   |                                                                                                   | 180                                                                                               | 166                                                                                               |
| Lituania                                                         |                                                                                                   |                                                                                                   |                                                                                                   |                                                                                                   |                                                                                                   |                                                                                                   |                                                                                                   |                                                                                                   |                                                                                                   |                                                                                                   | 181                                                                                               | 166                                                                                               |
| Malasia                                                          |                                                                                                   |                                                                                                   |                                                                                                   |                                                                                                   |                                                                                                   |                                                                                                   |                                                                                                   |                                                                                                   |                                                                                                   |                                                                                                   | 177                                                                                               | 166                                                                                               |
| Estonia                                                          |                                                                                                   |                                                                                                   |                                                                                                   |                                                                                                   |                                                                                                   |                                                                                                   |                                                                                                   |                                                                                                   |                                                                                                   |                                                                                                   | 179                                                                                               | 165                                                                                               |
| Polonia                                                          |                                                                                                   |                                                                                                   |                                                                                                   |                                                                                                   |                                                                                                   |                                                                                                   |                                                                                                   |                                                                                                   |                                                                                                   |                                                                                                   | 174                                                                                               | 163                                                                                               |
| Mónaco                                                           |                                                                                                   |                                                                                                   |                                                                                                   |                                                                                                   |                                                                                                   |                                                                                                   |                                                                                                   |                                                                                                   |                                                                                                   |                                                                                                   | 173                                                                                               | 162                                                                                               |
| Chile                                                            |                                                                                                   |                                                                                                   |                                                                                                   |                                                                                                   |                                                                                                   |                                                                                                   |                                                                                                   |                                                                                                   |                                                                                                   |                                                                                                   | 174                                                                                               | 161                                                                                               |
| Chipre                                                           |                                                                                                   |                                                                                                   |                                                                                                   |                                                                                                   |                                                                                                   |                                                                                                   |                                                                                                   |                                                                                                   |                                                                                                   |                                                                                                   | 173                                                                                               | 159                                                                                               |
| Argentina                                                        |                                                                                                   |                                                                                                   |                                                                                                   |                                                                                                   |                                                                                                   |                                                                                                   |                                                                                                   |                                                                                                   |                                                                                                   |                                                                                                   | 170                                                                                               | 158                                                                                               |
| Brasil                                                           |                                                                                                   |                                                                                                   |                                                                                                   |                                                                                                   |                                                                                                   |                                                                                                   |                                                                                                   |                                                                                                   |                                                                                                   |                                                                                                   | 170                                                                                               | 158                                                                                               |
| Andorra                                                          |                                                                                                   |                                                                                                   |                                                                                                   |                                                                                                   |                                                                                                   |                                                                                                   |                                                                                                   |                                                                                                   |                                                                                                   |                                                                                                   | 166                                                                                               | 157                                                                                               |
| San Marino                                                       |                                                                                                   |                                                                                                   |                                                                                                   |                                                                                                   |                                                                                                   |                                                                                                   |                                                                                                   |                                                                                                   |                                                                                                   |                                                                                                   | 167                                                                                               | 157                                                                                               |
| Bulgaria                                                         |                                                                                                   |                                                                                                   |                                                                                                   |                                                                                                   |                                                                                                   |                                                                                                   |                                                                                                   |                                                                                                   |                                                                                                   |                                                                                                   | 170                                                                                               | 156                                                                                               |
| Croacia                                                          |                                                                                                   |                                                                                                   |                                                                                                   |                                                                                                   |                                                                                                   |                                                                                                   |                                                                                                   |                                                                                                   |                                                                                                   |                                                                                                   | 168                                                                                               | 156                                                                                               |
| Rumanía                                                          |                                                                                                   |                                                                                                   |                                                                                                   |                                                                                                   |                                                                                                   |                                                                                                   |                                                                                                   |                                                                                                   |                                                                                                   |                                                                                                   | 171                                                                                               | 156                                                                                               |
| Hong Kong                                                        |                                                                                                   |                                                                                                   |                                                                                                   |                                                                                                   |                                                                                                   |                                                                                                   |                                                                                                   |                                                                                                   |                                                                                                   |                                                                                                   | 168                                                                                               | 155                                                                                               |
| Brunéi                                                           |                                                                                                   |                                                                                                   |                                                                                                   |                                                                                                   |                                                                                                   |                                                                                                   |                                                                                                   |                                                                                                   |                                                                                                   |                                                                                                   | 165                                                                                               | 153                                                                                               |
| Israel                                                           |                                                                                                   |                                                                                                   |                                                                                                   |                                                                                                   |                                                                                                   |                                                                                                   |                                                                                                   |                                                                                                   |                                                                                                   |                                                                                                   | 159                                                                                               | 150                                                                                               |
| Barbados                                                         |                                                                                                   |                                                                                                   |                                                                                                   |                                                                                                   |                                                                                                   |                                                                                                   |                                                                                                   |                                                                                                   |                                                                                                   |                                                                                                   | 159                                                                                               | 146                                                                                               |
| México                                                           |                                                                                                   |                                                                                                   |                                                                                                   |                                                                                                   |                                                                                                   |                                                                                                   |                                                                                                   |                                                                                                   |                                                                                                   |                                                                                                   | 158                                                                                               | 144                                                                                               |
| Bahamas                                                          |                                                                                                   |                                                                                                   |                                                                                                   |                                                                                                   |                                                                                                   |                                                                                                   |                                                                                                   |                                                                                                   |                                                                                                   |                                                                                                   | 154                                                                                               | 142                                                                                               |
| Seychelles                                                       |                                                                                                   |                                                                                                   |                                                                                                   |                                                                                                   |                                                                                                   |                                                                                                   |                                                                                                   |                                                                                                   |                                                                                                   |                                                                                                   | 151                                                                                               | 141                                                                                               |
| Uruguay                                                          |                                                                                                   |                                                                                                   |                                                                                                   |                                                                                                   |                                                                                                   |                                                                                                   |                                                                                                   |                                                                                                   |                                                                                                   |                                                                                                   | 153                                                                                               | 139                                                                                               |
| San Cristóbal y Nieves                                           |                                                                                                   |                                                                                                   |                                                                                                   |                                                                                                   |                                                                                                   |                                                                                                   |                                                                                                   |                                                                                                   |                                                                                                   |                                                                                                   | 154                                                                                               | 139                                                                                               |
| Ciudad del Vaticano                                              |                                                                                                   |                                                                                                   |                                                                                                   |                                                                                                   |                                                                                                   |                                                                                                   |                                                                                                   |                                                                                                   |                                                                                                   |                                                                                                   | 148                                                                                               | 137                                                                                               |
| Costa Rica                                                       |                                                                                                   |                                                                                                   |                                                                                                   |                                                                                                   |                                                                                                   |                                                                                                   |                                                                                                   |                                                                                                   |                                                                                                   |                                                                                                   | 150                                                                                               | 136                                                                                               |
| Antigua y Barbuda                                                |                                                                                                   |                                                                                                   |                                                                                                   |                                                                                                   |                                                                                                   |                                                                                                   |                                                                                                   |                                                                                                   |                                                                                                   |                                                                                                   | 149                                                                                               | 135                                                                                               |
| Mauricio                                                         |                                                                                                   |                                                                                                   |                                                                                                   |                                                                                                   |                                                                                                   |                                                                                                   |                                                                                                   |                                                                                                   |                                                                                                   |                                                                                                   | 146                                                                                               | 134                                                                                               |
| República de China                                               |                                                                                                   |                                                                                                   |                                                                                                   |                                                                                                   |                                                                                                   |                                                                                                   |                                                                                                   |                                                                                                   |                                                                                                   |                                                                                                   | 145                                                                                               | 133                                                                                               |
| Emiratos Árabes Unidos                                           |                                                                                                   |                                                                                                   |                                                                                                   |                                                                                                   |                                                                                                   |                                                                                                   |                                                                                                   |                                                                                                   |                                                                                                   |                                                                                                   | 172                                                                                               | 134                                                                                               |
| Trinidad y Tobago                                                |                                                                                                   |                                                                                                   |                                                                                                   |                                                                                                   |                                                                                                   |                                                                                                   |                                                                                                   |                                                                                                   |                                                                                                   |                                                                                                   | 148                                                                                               | 133                                                                                               |
| Paraguay                                                         |                                                                                                   |                                                                                                   |                                                                                                   |                                                                                                   |                                                                                                   |                                                                                                   |                                                                                                   |                                                                                                   |                                                                                                   |                                                                                                   | 142                                                                                               | 130                                                                                               |
| Santa Lucía                                                      |                                                                                                   |                                                                                                   |                                                                                                   |                                                                                                   |                                                                                                   |                                                                                                   |                                                                                                   |                                                                                                   |                                                                                                   |                                                                                                   | 145                                                                                               | 130                                                                                               |
| Venezuela                                                        |                                                                                                   |                                                                                                   |                                                                                                   |                                                                                                   |                                                                                                   |                                                                                                   |                                                                                                   |                                                                                                   |                                                                                                   |                                                                                                   | 132                                                                                               | 130                                                                                               |
| Panamá                                                           |                                                                                                   |                                                                                                   |                                                                                                   |                                                                                                   |                                                                                                   |                                                                                                   |                                                                                                   |                                                                                                   |                                                                                                   |                                                                                                   | 140                                                                                               | 129                                                                                               |
| San Vicente y las Granadinas                                     |                                                                                                   |                                                                                                   |                                                                                                   |                                                                                                   |                                                                                                   |                                                                                                   |                                                                                                   |                                                                                                   |                                                                                                   |                                                                                                   | 145                                                                                               | 129                                                                                               |
| Granada                                                          |                                                                                                   |                                                                                                   |                                                                                                   |                                                                                                   |                                                                                                   |                                                                                                   |                                                                                                   |                                                                                                   |                                                                                                   |                                                                                                   | 142                                                                                               | 127                                                                                               |
| Macao                                                            |                                                                                                   |                                                                                                   |                                                                                                   |                                                                                                   |                                                                                                   |                                                                                                   |                                                                                                   |                                                                                                   |                                                                                                   |                                                                                                   | 141                                                                                               | 127                                                                                               |
| Honduras                                                         |                                                                                                   |                                                                                                   |                                                                                                   |                                                                                                   |                                                                                                   |                                                                                                   |                                                                                                   |                                                                                                   |                                                                                                   |                                                                                                   | 134                                                                                               | 123                                                                                               |
| Dominica                                                         |                                                                                                   |                                                                                                   |                                                                                                   |                                                                                                   |                                                                                                   |                                                                                                   |                                                                                                   |                                                                                                   |                                                                                                   |                                                                                                   | 137                                                                                               | 122                                                                                               |
| El Salvador                                                      |                                                                                                   |                                                                                                   |                                                                                                   |                                                                                                   |                                                                                                   |                                                                                                   |                                                                                                   |                                                                                                   |                                                                                                   |                                                                                                   | 134                                                                                               | 121                                                                                               |
| Perú                                                             |                                                                                                   |                                                                                                   |                                                                                                   |                                                                                                   |                                                                                                   |                                                                                                   |                                                                                                   |                                                                                                   |                                                                                                   |                                                                                                   | 135                                                                                               | 120                                                                                               |
| Serbia                                                           |                                                                                                   |                                                                                                   |                                                                                                   |                                                                                                   |                                                                                                   |                                                                                                   |                                                                                                   |                                                                                                   |                                                                                                   |                                                                                                   | 131                                                                                               | 119                                                                                               |
| Islas Salomón                                                    |                                                                                                   |                                                                                                   |                                                                                                   |                                                                                                   |                                                                                                   |                                                                                                   |                                                                                                   |                                                                                                   |                                                                                                   |                                                                                                   | 130 (+13)                                                                                         | 117                                                                                               |
| Samoa                                                            |                                                                                                   |                                                                                                   |                                                                                                   |                                                                                                   |                                                                                                   |                                                                                                   |                                                                                                   |                                                                                                   |                                                                                                   |                                                                                                   | 131 (+15)                                                                                         | 116                                                                                               |
| Vanuatu                                                          |                                                                                                   |                                                                                                   |                                                                                                   |                                                                                                   |                                                                                                   |                                                                                                   |                                                                                                   |                                                                                                   |                                                                                                   |                                                                                                   | 130 (+14)                                                                                         | 116                                                                                               |
| Nicaragua                                                        |                                                                                                   |                                                                                                   |                                                                                                   |                                                                                                   |                                                                                                   |                                                                                                   |                                                                                                   |                                                                                                   |                                                                                                   |                                                                                                   | 128 (+14)                                                                                         | 114                                                                                               |
| Ucrania                                                          |                                                                                                   |                                                                                                   |                                                                                                   |                                                                                                   |                                                                                                   |                                                                                                   |                                                                                                   |                                                                                                   |                                                                                                   |                                                                                                   | 126 (+12)                                                                                         | 114                                                                                               |
| Rusia                                                            |                                                                                                   |                                                                                                   |                                                                                                   |                                                                                                   |                                                                                                   |                                                                                                   |                                                                                                   |                                                                                                   |                                                                                                   |                                                                                                   | 117 (+4)                                                                                          | 113                                                                                               |
| Tonga                                                            |                                                                                                   |                                                                                                   |                                                                                                   |                                                                                                   |                                                                                                   |                                                                                                   |                                                                                                   |                                                                                                   |                                                                                                   |                                                                                                   | 125 (+12)                                                                                         | 113                                                                                               |
| Colombia                                                         |                                                                                                   |                                                                                                   |                                                                                                   |                                                                                                   |                                                                                                   |                                                                                                   |                                                                                                   |                                                                                                   |                                                                                                   |                                                                                                   | 126 (+14)                                                                                         | 112                                                                                               |
| Macedonia del Norte                                              |                                                                                                   |                                                                                                   |                                                                                                   |                                                                                                   |                                                                                                   |                                                                                                   |                                                                                                   |                                                                                                   |                                                                                                   |                                                                                                   | 123 (+11)                                                                                         | 112                                                                                               |
| Islas Marshall                                                   |                                                                                                   |                                                                                                   |                                                                                                   |                                                                                                   |                                                                                                   |                                                                                                   |                                                                                                   |                                                                                                   |                                                                                                   |                                                                                                   | 122 (+10)                                                                                         | 112                                                                                               |
| Tuvalu                                                           |                                                                                                   |                                                                                                   |                                                                                                   |                                                                                                   |                                                                                                   |                                                                                                   |                                                                                                   |                                                                                                   |                                                                                                   |                                                                                                   | 127 (+15)                                                                                         | 112                                                                                               |
| Kiribati                                                         |                                                                                                   |                                                                                                   |                                                                                                   |                                                                                                   |                                                                                                   |                                                                                                   |                                                                                                   |                                                                                                   |                                                                                                   |                                                                                                   | 122 (+11)                                                                                         | 111                                                                                               |
| Moldavia                                                         |                                                                                                   |                                                                                                   |                                                                                                   |                                                                                                   |                                                                                                   |                                                                                                   |                                                                                                   |                                                                                                   |                                                                                                   |                                                                                                   | 119 (+9)                                                                                          | 110                                                                                               |
| Montenegro                                                       |                                                                                                   |                                                                                                   |                                                                                                   |                                                                                                   |                                                                                                   |                                                                                                   |                                                                                                   |                                                                                                   |                                                                                                   |                                                                                                   | 122 (+12)                                                                                         | 110                                                                                               |
| Palaos                                                           |                                                                                                   |                                                                                                   |                                                                                                   |                                                                                                   |                                                                                                   |                                                                                                   |                                                                                                   |                                                                                                   |                                                                                                   |                                                                                                   | 119 (+11)                                                                                         | 108                                                                                               |
| E.F de Micronesia                                                |                                                                                                   |                                                                                                   |                                                                                                   |                                                                                                   |                                                                                                   |                                                                                                   |                                                                                                   |                                                                                                   |                                                                                                   |                                                                                                   | 119 (+12)                                                                                         | 107                                                                                               |
| Turquía                                                          |                                                                                                   |                                                                                                   |                                                                                                   |                                                                                                   |                                                                                                   |                                                                                                   |                                                                                                   |                                                                                                   |                                                                                                   |                                                                                                   | 112 (+5)                                                                                          | 107                                                                                               |
| Bosnia y Herzegovina                                             |                                                                                                   |                                                                                                   |                                                                                                   |                                                                                                   |                                                                                                   |                                                                                                   |                                                                                                   |                                                                                                   |                                                                                                   |                                                                                                   | 116 (+11)                                                                                         | 105                                                                                               |
| Albania                                                          |                                                                                                   |                                                                                                   |                                                                                                   |                                                                                                   |                                                                                                   |                                                                                                   |                                                                                                   |                                                                                                   |                                                                                                   |                                                                                                   | 113 (+13)                                                                                         | 100                                                                                               |
| Sudáfrica                                                        |                                                                                                   |                                                                                                   |                                                                                                   |                                                                                                   |                                                                                                   |                                                                                                   |                                                                                                   |                                                                                                   |                                                                                                   |                                                                                                   | 100 (=)                                                                                           | 100                                                                                               |
| Georgia                                                          |                                                                                                   |                                                                                                   |                                                                                                   |                                                                                                   |                                                                                                   |                                                                                                   |                                                                                                   |                                                                                                   |                                                                                                   |                                                                                                   | 114 (+5)                                                                                          | 99                                                                                                |
| Belice                                                           |                                                                                                   |                                                                                                   |                                                                                                   |                                                                                                   |                                                                                                   |                                                                                                   |                                                                                                   |                                                                                                   |                                                                                                   |                                                                                                   | 99 (+3)                                                                                           | 96                                                                                                |
| Ecuador                                                          |                                                                                                   |                                                                                                   |                                                                                                   |                                                                                                   |                                                                                                   |                                                                                                   |                                                                                                   |                                                                                                   |                                                                                                   |                                                                                                   | 91 (+2)                                                                                           | 88                                                                                                |
| Timor Oriental                                                   |                                                                                                   |                                                                                                   |                                                                                                   |                                                                                                   |                                                                                                   |                                                                                                   |                                                                                                   |                                                                                                   |                                                                                                   |                                                                                                   | 95 (+10)                                                                                          | 85                                                                                                |
| Fiyi                                                             |                                                                                                   |                                                                                                   |                                                                                                   |                                                                                                   |                                                                                                   |                                                                                                   |                                                                                                   |                                                                                                   |                                                                                                   |                                                                                                   | 88 (+4)                                                                                           | 84                                                                                                |
| Guyana                                                           |                                                                                                   |                                                                                                   |                                                                                                   |                                                                                                   |                                                                                                   |                                                                                                   |                                                                                                   |                                                                                                   |                                                                                                   |                                                                                                   | 87 (+3)                                                                                           | 84                                                                                                |
| Kuwait                                                           |                                                                                                   |                                                                                                   |                                                                                                   |                                                                                                   |                                                                                                   |                                                                                                   |                                                                                                   |                                                                                                   |                                                                                                   |                                                                                                   | 93 (+10)                                                                                          | 83                                                                                                |
| Maldivas                                                         |                                                                                                   |                                                                                                   |                                                                                                   |                                                                                                   |                                                                                                   |                                                                                                   |                                                                                                   |                                                                                                   |                                                                                                   |                                                                                                   | 84 (+1)                                                                                           | 83                                                                                                |
| Nauru                                                            |                                                                                                   |                                                                                                   |                                                                                                   |                                                                                                   |                                                                                                   |                                                                                                   |                                                                                                   |                                                                                                   |                                                                                                   |                                                                                                   | 87 (+5)                                                                                           | 82                                                                                                |
| Jamaica                                                          |                                                                                                   |                                                                                                   |                                                                                                   |                                                                                                   |                                                                                                   |                                                                                                   |                                                                                                   |                                                                                                   |                                                                                                   |                                                                                                   | 84 (+5)                                                                                           | 79                                                                                                |
| Papúa Nueva Guinea                                               |                                                                                                   |                                                                                                   |                                                                                                   |                                                                                                   |                                                                                                   |                                                                                                   |                                                                                                   |                                                                                                   |                                                                                                   |                                                                                                   | 83 (+4)                                                                                           | 79                                                                                                |
| Botsuana                                                         |                                                                                                   |                                                                                                   |                                                                                                   |                                                                                                   |                                                                                                   |                                                                                                   |                                                                                                   |                                                                                                   |                                                                                                   |                                                                                                   | 83 (+5)                                                                                           | 78                                                                                                |
| Bolivia                                                          |                                                                                                   |                                                                                                   |                                                                                                   |                                                                                                   |                                                                                                   |                                                                                                   |                                                                                                   |                                                                                                   |                                                                                                   |                                                                                                   | 78 (+1)                                                                                           | 77                                                                                                |
| Catar                                                            |                                                                                                   |                                                                                                   |                                                                                                   |                                                                                                   |                                                                                                   |                                                                                                   |                                                                                                   |                                                                                                   |                                                                                                   |                                                                                                   | 92 (+15)                                                                                          | 77                                                                                                |
| Baréin                                                           |                                                                                                   |                                                                                                   |                                                                                                   |                                                                                                   |                                                                                                   |                                                                                                   |                                                                                                   |                                                                                                   |                                                                                                   |                                                                                                   | 81 (+6)                                                                                           | 75                                                                                                |
| Namibia                                                          |                                                                                                   |                                                                                                   |                                                                                                   |                                                                                                   |                                                                                                   |                                                                                                   |                                                                                                   |                                                                                                   |                                                                                                   |                                                                                                   | 76 (+1)                                                                                           | 75                                                                                                |
| Surinam                                                          |                                                                                                   |                                                                                                   |                                                                                                   |                                                                                                   |                                                                                                   |                                                                                                   |                                                                                                   |                                                                                                   |                                                                                                   |                                                                                                   | 78 (+3)                                                                                           | 75                                                                                                |
| Tailandia                                                        |                                                                                                   |                                                                                                   |                                                                                                   |                                                                                                   |                                                                                                   |                                                                                                   |                                                                                                   |                                                                                                   |                                                                                                   |                                                                                                   | 77 (+4)                                                                                           | 73                                                                                                |
| Bielorrusia                                                      |                                                                                                   |                                                                                                   |                                                                                                   |                                                                                                   |                                                                                                   |                                                                                                   |                                                                                                   |                                                                                                   |                                                                                                   |                                                                                                   | 75 (+4)                                                                                           | 71                                                                                                |
| Kazajistán                                                       |                                                                                                   |                                                                                                   |                                                                                                   |                                                                                                   |                                                                                                   |                                                                                                   |                                                                                                   |                                                                                                   |                                                                                                   |                                                                                                   | 75 (+4)                                                                                           | 71                                                                                                |
| Omán                                                             |                                                                                                   |                                                                                                   |                                                                                                   |                                                                                                   |                                                                                                   |                                                                                                   |                                                                                                   |                                                                                                   |                                                                                                   |                                                                                                   | 79 (+8)                                                                                           | 71                                                                                                |
| Suazilandia                                                      |                                                                                                   |                                                                                                   |                                                                                                   |                                                                                                   |                                                                                                   |                                                                                                   |                                                                                                   |                                                                                                   |                                                                                                   |                                                                                                   | 73 (+3)                                                                                           | 70                                                                                                |
| Kenia                                                            |                                                                                                   |                                                                                                   |                                                                                                   |                                                                                                   |                                                                                                   |                                                                                                   |                                                                                                   |                                                                                                   |                                                                                                   |                                                                                                   | 71 (+2)                                                                                           | 69                                                                                                |
| Lesoto                                                           |                                                                                                   |                                                                                                   |                                                                                                   |                                                                                                   |                                                                                                   |                                                                                                   |                                                                                                   |                                                                                                   |                                                                                                   |                                                                                                   | 74 (+5)                                                                                           | 69                                                                                                |
| Arabia Saudita                                                   |                                                                                                   |                                                                                                   |                                                                                                   |                                                                                                   |                                                                                                   |                                                                                                   |                                                                                                   |                                                                                                   |                                                                                                   |                                                                                                   | 74 (+5)                                                                                           | 69                                                                                                |
| Gambia                                                           |                                                                                                   |                                                                                                   |                                                                                                   |                                                                                                   |                                                                                                   |                                                                                                   |                                                                                                   |                                                                                                   |                                                                                                   |                                                                                                   | 69 (+1)                                                                                           | 68                                                                                                |
| Tanzania                                                         |                                                                                                   |                                                                                                   |                                                                                                   |                                                                                                   |                                                                                                   |                                                                                                   |                                                                                                   |                                                                                                   |                                                                                                   |                                                                                                   | 68 (=)                                                                                            | 68                                                                                                |
| Túnez                                                            |                                                                                                   |                                                                                                   |                                                                                                   |                                                                                                   |                                                                                                   |                                                                                                   |                                                                                                   |                                                                                                   |                                                                                                   |                                                                                                   | 68 (+2)                                                                                           | 66                                                                                                |
| Zambia                                                           |                                                                                                   |                                                                                                   |                                                                                                   |                                                                                                   |                                                                                                   |                                                                                                   |                                                                                                   |                                                                                                   |                                                                                                   |                                                                                                   | 70 (+5)                                                                                           | 65                                                                                                |
| Uganda                                                           |                                                                                                   |                                                                                                   |                                                                                                   |                                                                                                   |                                                                                                   |                                                                                                   |                                                                                                   |                                                                                                   |                                                                                                   |                                                                                                   | 66 (+2)                                                                                           | 64                                                                                                |
| Azerbaiyán                                                       |                                                                                                   |                                                                                                   |                                                                                                   |                                                                                                   |                                                                                                   |                                                                                                   |                                                                                                   |                                                                                                   |                                                                                                   |                                                                                                   | 66 (+3)                                                                                           | 63                                                                                                |
| Cabo Verde                                                       |                                                                                                   |                                                                                                   |                                                                                                   |                                                                                                   |                                                                                                   |                                                                                                   |                                                                                                   |                                                                                                   |                                                                                                   |                                                                                                   | 66 (+3)                                                                                           | 63                                                                                                |
| Cuba                                                             |                                                                                                   |                                                                                                   |                                                                                                   |                                                                                                   |                                                                                                   |                                                                                                   |                                                                                                   |                                                                                                   |                                                                                                   |                                                                                                   | 65 (+2)                                                                                           | 63                                                                                                |
| Indonesia                                                        |                                                                                                   |                                                                                                   |                                                                                                   |                                                                                                   |                                                                                                   |                                                                                                   |                                                                                                   |                                                                                                   |                                                                                                   |                                                                                                   | 70 (+7)                                                                                           | 63                                                                                                |
| Filipinas                                                        |                                                                                                   |                                                                                                   |                                                                                                   |                                                                                                   |                                                                                                   |                                                                                                   |                                                                                                   |                                                                                                   |                                                                                                   |                                                                                                   | 65 (+2)                                                                                           | 63                                                                                                |
| República Dominicana                                             |                                                                                                   |                                                                                                   |                                                                                                   |                                                                                                   |                                                                                                   |                                                                                                   |                                                                                                   |                                                                                                   |                                                                                                   |                                                                                                   | 64 (+2)                                                                                           | 62                                                                                                |
| Ghana                                                            |                                                                                                   |                                                                                                   |                                                                                                   |                                                                                                   |                                                                                                   |                                                                                                   |                                                                                                   |                                                                                                   |                                                                                                   |                                                                                                   | 65 (+3)                                                                                           | 62                                                                                                |
| Sierra Leona                                                     |                                                                                                   |                                                                                                   |                                                                                                   |                                                                                                   |                                                                                                   |                                                                                                   |                                                                                                   |                                                                                                   |                                                                                                   |                                                                                                   | 63 (+1)                                                                                           | 62                                                                                                |
| Benín                                                            |                                                                                                   |                                                                                                   |                                                                                                   |                                                                                                   |                                                                                                   |                                                                                                   |                                                                                                   |                                                                                                   |                                                                                                   |                                                                                                   | 62 (+1)                                                                                           | 61                                                                                                |
| Marruecos                                                        |                                                                                                   |                                                                                                   |                                                                                                   |                                                                                                   |                                                                                                   |                                                                                                   |                                                                                                   |                                                                                                   |                                                                                                   |                                                                                                   | 62 (+1)                                                                                           | 61                                                                                                |
| Zimbabue                                                         |                                                                                                   |                                                                                                   |                                                                                                   |                                                                                                   |                                                                                                   |                                                                                                   |                                                                                                   |                                                                                                   |                                                                                                   |                                                                                                   | 64 (+3)                                                                                           | 61                                                                                                |
| República Popular China                                          |                                                                                                   |                                                                                                   |                                                                                                   |                                                                                                   |                                                                                                   |                                                                                                   |                                                                                                   |                                                                                                   |                                                                                                   |                                                                                                   | 71 (+11)                                                                                          | 60                                                                                                |
| Armenia                                                          |                                                                                                   |                                                                                                   |                                                                                                   |                                                                                                   |                                                                                                   |                                                                                                   |                                                                                                   |                                                                                                   |                                                                                                   |                                                                                                   | 60 (+1)                                                                                           | 59                                                                                                |
| Kirguizistán                                                     |                                                                                                   |                                                                                                   |                                                                                                   |                                                                                                   |                                                                                                   |                                                                                                   |                                                                                                   |                                                                                                   |                                                                                                   |                                                                                                   | 62 (+3)                                                                                           | 59                                                                                                |
| Burkina Faso                                                     |                                                                                                   |                                                                                                   |                                                                                                   |                                                                                                   |                                                                                                   |                                                                                                   |                                                                                                   |                                                                                                   |                                                                                                   |                                                                                                   | 58 (=)                                                                                            | 58                                                                                                |
| Santo Tomé y Príncipe                                            |                                                                                                   |                                                                                                   |                                                                                                   |                                                                                                   |                                                                                                   |                                                                                                   |                                                                                                   |                                                                                                   |                                                                                                   |                                                                                                   | 60 (+2)                                                                                           | 58                                                                                                |
| Mauritania                                                       |                                                                                                   |                                                                                                   |                                                                                                   |                                                                                                   |                                                                                                   |                                                                                                   |                                                                                                   |                                                                                                   |                                                                                                   |                                                                                                   | 58 (+1)                                                                                           | 57                                                                                                |
| Mozambique                                                       |                                                                                                   |                                                                                                   |                                                                                                   |                                                                                                   |                                                                                                   |                                                                                                   |                                                                                                   |                                                                                                   |                                                                                                   |                                                                                                   | 60 (+3)                                                                                           | 57                                                                                                |
| Costa de Marfil                                                  |                                                                                                   |                                                                                                   |                                                                                                   |                                                                                                   |                                                                                                   |                                                                                                   |                                                                                                   |                                                                                                   |                                                                                                   |                                                                                                   | 57 (+1)                                                                                           | 56                                                                                                |
| Senegal                                                          |                                                                                                   |                                                                                                   |                                                                                                   |                                                                                                   |                                                                                                   |                                                                                                   |                                                                                                   |                                                                                                   |                                                                                                   |                                                                                                   | 55 (-1)                                                                                           | 56                                                                                                |
| Togo                                                             |                                                                                                   |                                                                                                   |                                                                                                   |                                                                                                   |                                                                                                   |                                                                                                   |                                                                                                   |                                                                                                   |                                                                                                   |                                                                                                   | 55 (-1)                                                                                           | 56                                                                                                |
| Mongolia                                                         |                                                                                                   |                                                                                                   |                                                                                                   |                                                                                                   |                                                                                                   |                                                                                                   |                                                                                                   |                                                                                                   |                                                                                                   |                                                                                                   | 62 (+7)                                                                                           | 55                                                                                                |
| Guinea                                                           |                                                                                                   |                                                                                                   |                                                                                                   |                                                                                                   |                                                                                                   |                                                                                                   |                                                                                                   |                                                                                                   |                                                                                                   |                                                                                                   | 56 (+2)                                                                                           | 54                                                                                                |
| Malí                                                             |                                                                                                   |                                                                                                   |                                                                                                   |                                                                                                   |                                                                                                   |                                                                                                   |                                                                                                   |                                                                                                   |                                                                                                   |                                                                                                   | 54 (=)                                                                                            | 54                                                                                                |
| Nigeria                                                          |                                                                                                   |                                                                                                   |                                                                                                   |                                                                                                   |                                                                                                   |                                                                                                   |                                                                                                   |                                                                                                   |                                                                                                   |                                                                                                   | 46 (-8)                                                                                           | 54                                                                                                |
| Tayikistán                                                       |                                                                                                   |                                                                                                   |                                                                                                   |                                                                                                   |                                                                                                   |                                                                                                   |                                                                                                   |                                                                                                   |                                                                                                   |                                                                                                   | 57 (+3)                                                                                           | 54                                                                                                |
| Uzbekistán                                                       |                                                                                                   |                                                                                                   |                                                                                                   |                                                                                                   |                                                                                                   |                                                                                                   |                                                                                                   |                                                                                                   |                                                                                                   |                                                                                                   | 56 (+2)                                                                                           | 54                                                                                                |
| Haití                                                            |                                                                                                   |                                                                                                   |                                                                                                   |                                                                                                   |                                                                                                   |                                                                                                   |                                                                                                   |                                                                                                   |                                                                                                   |                                                                                                   | 49 (-4)                                                                                           | 53                                                                                                |
| Bután                                                            |                                                                                                   |                                                                                                   |                                                                                                   |                                                                                                   |                                                                                                   |                                                                                                   |                                                                                                   |                                                                                                   |                                                                                                   |                                                                                                   | 52 (=)                                                                                            | 52                                                                                                |
| Chad                                                             |                                                                                                   |                                                                                                   |                                                                                                   |                                                                                                   |                                                                                                   |                                                                                                   |                                                                                                   |                                                                                                   |                                                                                                   |                                                                                                   | 53 (+1)                                                                                           | 52                                                                                                |
| Comoras                                                          |                                                                                                   |                                                                                                   |                                                                                                   |                                                                                                   |                                                                                                   |                                                                                                   |                                                                                                   |                                                                                                   |                                                                                                   |                                                                                                   | 53 (+1)                                                                                           | 52                                                                                                |
| Gabón                                                            |                                                                                                   |                                                                                                   |                                                                                                   |                                                                                                   |                                                                                                   |                                                                                                   |                                                                                                   |                                                                                                   |                                                                                                   |                                                                                                   | 56 (+4)                                                                                           | 52                                                                                                |
| Madagascar                                                       |                                                                                                   |                                                                                                   |                                                                                                   |                                                                                                   |                                                                                                   |                                                                                                   |                                                                                                   |                                                                                                   |                                                                                                   |                                                                                                   | 54 (+2)                                                                                           | 52                                                                                                |
| Ruanda                                                           |                                                                                                   |                                                                                                   |                                                                                                   |                                                                                                   |                                                                                                   |                                                                                                   |                                                                                                   |                                                                                                   |                                                                                                   |                                                                                                   | 57 (+5)                                                                                           | 52                                                                                                |
| Guinea-Bisáu                                                     |                                                                                                   |                                                                                                   |                                                                                                   |                                                                                                   |                                                                                                   |                                                                                                   |                                                                                                   |                                                                                                   |                                                                                                   |                                                                                                   | 54 (+3)                                                                                           | 51                                                                                                |
| Turkmenistán                                                     |                                                                                                   |                                                                                                   |                                                                                                   |                                                                                                   |                                                                                                   |                                                                                                   |                                                                                                   |                                                                                                   |                                                                                                   |                                                                                                   | 51 (+1)                                                                                           | 50                                                                                                |
| Camboya                                                          |                                                                                                   |                                                                                                   |                                                                                                   |                                                                                                   |                                                                                                   |                                                                                                   |                                                                                                   |                                                                                                   |                                                                                                   |                                                                                                   | 53 (+4)                                                                                           | 49                                                                                                |
| República Centroafricana                                         |                                                                                                   |                                                                                                   |                                                                                                   |                                                                                                   |                                                                                                   |                                                                                                   |                                                                                                   |                                                                                                   |                                                                                                   |                                                                                                   | 51 (+2)                                                                                           | 49                                                                                                |
| India                                                            |                                                                                                   |                                                                                                   |                                                                                                   |                                                                                                   |                                                                                                   |                                                                                                   |                                                                                                   |                                                                                                   |                                                                                                   |                                                                                                   | 59 (+10)                                                                                          | 49                                                                                                |
| Angola                                                           |                                                                                                   |                                                                                                   |                                                                                                   |                                                                                                   |                                                                                                   |                                                                                                   |                                                                                                   |                                                                                                   |                                                                                                   |                                                                                                   | 49 (+1)                                                                                           | 48                                                                                                |
| Egipto                                                           |                                                                                                   |                                                                                                   |                                                                                                   |                                                                                                   |                                                                                                   |                                                                                                   |                                                                                                   |                                                                                                   |                                                                                                   |                                                                                                   | 49 (+1)                                                                                           | 48                                                                                                |
| Argelia                                                          |                                                                                                   |                                                                                                   |                                                                                                   |                                                                                                   |                                                                                                   |                                                                                                   |                                                                                                   |                                                                                                   |                                                                                                   |                                                                                                   | 50 (+3)                                                                                           | 47                                                                                                |
| Guinea Ecuatorial                                                |                                                                                                   |                                                                                                   |                                                                                                   |                                                                                                   |                                                                                                   |                                                                                                   |                                                                                                   |                                                                                                   |                                                                                                   |                                                                                                   | 52 (+5)                                                                                           | 47                                                                                                |
| Laos                                                             |                                                                                                   |                                                                                                   |                                                                                                   |                                                                                                   |                                                                                                   |                                                                                                   |                                                                                                   |                                                                                                   |                                                                                                   |                                                                                                   | 49 (+2)                                                                                           | 47                                                                                                |
| Liberia                                                          |                                                                                                   |                                                                                                   |                                                                                                   |                                                                                                   |                                                                                                   |                                                                                                   |                                                                                                   |                                                                                                   |                                                                                                   |                                                                                                   | 48 (+1)                                                                                           | 47                                                                                                |
| Vietnam                                                          |                                                                                                   |                                                                                                   |                                                                                                   |                                                                                                   |                                                                                                   |                                                                                                   |                                                                                                   |                                                                                                   |                                                                                                   |                                                                                                   | 51 (+4)                                                                                           | 47                                                                                                |
| Camerún                                                          |                                                                                                   |                                                                                                   |                                                                                                   |                                                                                                   |                                                                                                   |                                                                                                   |                                                                                                   |                                                                                                   |                                                                                                   |                                                                                                   | 49 (+3)                                                                                           | 46                                                                                                |
| República del Congo                                              |                                                                                                   |                                                                                                   |                                                                                                   |                                                                                                   |                                                                                                   |                                                                                                   |                                                                                                   |                                                                                                   |                                                                                                   |                                                                                                   | 47 (+1)                                                                                           | 46                                                                                                |
| Nigeria                                                          |                                                                                                   |                                                                                                   |                                                                                                   |                                                                                                   |                                                                                                   |                                                                                                   |                                                                                                   |                                                                                                   |                                                                                                   |                                                                                                   | 46 (=)                                                                                            | 46                                                                                                |
| Burundi                                                          |                                                                                                   |                                                                                                   |                                                                                                   |                                                                                                   |                                                                                                   |                                                                                                   |                                                                                                   |                                                                                                   |                                                                                                   |                                                                                                   | 48 (+3)                                                                                           | 45                                                                                                |
| Yibuti                                                           |                                                                                                   |                                                                                                   |                                                                                                   |                                                                                                   |                                                                                                   |                                                                                                   |                                                                                                   |                                                                                                   |                                                                                                   |                                                                                                   | 46 (+1)                                                                                           | 45                                                                                                |
| Jordania                                                         |                                                                                                   |                                                                                                   |                                                                                                   |                                                                                                   |                                                                                                   |                                                                                                   |                                                                                                   |                                                                                                   |                                                                                                   |                                                                                                   | 49 (+1)                                                                                           | 45                                                                                                |
| R.D. Congo                                                       |                                                                                                   |                                                                                                   |                                                                                                   |                                                                                                   |                                                                                                   |                                                                                                   |                                                                                                   |                                                                                                   |                                                                                                   |                                                                                                   | 42 (-1)                                                                                           | 43                                                                                                |
| Birmania                                                         |                                                                                                   |                                                                                                   |                                                                                                   |                                                                                                   |                                                                                                   |                                                                                                   |                                                                                                   |                                                                                                   |                                                                                                   |                                                                                                   | 46 (+4)                                                                                           | 42                                                                                                |
| Sri Lanka                                                        |                                                                                                   |                                                                                                   |                                                                                                   |                                                                                                   |                                                                                                   |                                                                                                   |                                                                                                   |                                                                                                   |                                                                                                   |                                                                                                   | 43 (+2)                                                                                           | 41                                                                                                |
| Sudan                                                            |                                                                                                   |                                                                                                   |                                                                                                   |                                                                                                   |                                                                                                   |                                                                                                   |                                                                                                   |                                                                                                   |                                                                                                   |                                                                                                   | 37 (-3)                                                                                           | 40                                                                                                |
| Etiopía                                                          |                                                                                                   |                                                                                                   |                                                                                                   |                                                                                                   |                                                                                                   |                                                                                                   |                                                                                                   |                                                                                                   |                                                                                                   |                                                                                                   | 42 (+3)                                                                                           | 39                                                                                                |
| Corea del Norte                                                  |                                                                                                   |                                                                                                   |                                                                                                   |                                                                                                   |                                                                                                   |                                                                                                   |                                                                                                   |                                                                                                   |                                                                                                   |                                                                                                   | 39 (=)                                                                                            | 39                                                                                                |
| Sudán del Sur                                                    |                                                                                                   |                                                                                                   |                                                                                                   |                                                                                                   |                                                                                                   |                                                                                                   |                                                                                                   |                                                                                                   |                                                                                                   |                                                                                                   | 42 (+3)                                                                                           | 39                                                                                                |
| Bangladés                                                        |                                                                                                   |                                                                                                   |                                                                                                   |                                                                                                   |                                                                                                   |                                                                                                   |                                                                                                   |                                                                                                   |                                                                                                   |                                                                                                   | 40 (+2)                                                                                           | 38                                                                                                |
| Irán                                                             |                                                                                                   |                                                                                                   |                                                                                                   |                                                                                                   |                                                                                                   |                                                                                                   |                                                                                                   |                                                                                                   |                                                                                                   |                                                                                                   | 40 (+2)                                                                                           | 38                                                                                                |
| República de Kosovo                                              |                                                                                                   |                                                                                                   |                                                                                                   |                                                                                                   |                                                                                                   |                                                                                                   |                                                                                                   |                                                                                                   |                                                                                                   |                                                                                                   | 41 (+3)                                                                                           | 38                                                                                                |
| Líbano                                                           |                                                                                                   |                                                                                                   |                                                                                                   |                                                                                                   |                                                                                                   |                                                                                                   |                                                                                                   |                                                                                                   |                                                                                                   |                                                                                                   | 39 (+1)                                                                                           | 38                                                                                                |
| Palestina                                                        |                                                                                                   |                                                                                                   |                                                                                                   |                                                                                                   |                                                                                                   |                                                                                                   |                                                                                                   |                                                                                                   |                                                                                                   |                                                                                                   | 37 (=)                                                                                            | 37                                                                                                |
| Eritrea                                                          |                                                                                                   |                                                                                                   |                                                                                                   |                                                                                                   |                                                                                                   |                                                                                                   |                                                                                                   |                                                                                                   |                                                                                                   |                                                                                                   | 40 (+3)                                                                                           | 37                                                                                                |
| Libia                                                            |                                                                                                   |                                                                                                   |                                                                                                   |                                                                                                   |                                                                                                   |                                                                                                   |                                                                                                   |                                                                                                   |                                                                                                   |                                                                                                   | 37 (+1)                                                                                           | 36                                                                                                |
| Nepal                                                            |                                                                                                   |                                                                                                   |                                                                                                   |                                                                                                   |                                                                                                   |                                                                                                   |                                                                                                   |                                                                                                   |                                                                                                   |                                                                                                   | 38 (+2)                                                                                           | 36                                                                                                |
| Yemen                                                            |                                                                                                   |                                                                                                   |                                                                                                   |                                                                                                   |                                                                                                   |                                                                                                   |                                                                                                   |                                                                                                   |                                                                                                   |                                                                                                   | 33 (+2)                                                                                           | 35                                                                                                |
| Somalia                                                          |                                                                                                   |                                                                                                   |                                                                                                   |                                                                                                   |                                                                                                   |                                                                                                   |                                                                                                   |                                                                                                   |                                                                                                   |                                                                                                   | 31 (+1)                                                                                           | 32                                                                                                |
| Pakistán                                                         |                                                                                                   |                                                                                                   |                                                                                                   |                                                                                                   |                                                                                                   |                                                                                                   |                                                                                                   |                                                                                                   |                                                                                                   |                                                                                                   | 31 (+1)                                                                                           | 30                                                                                                |
| Siria                                                            |                                                                                                   |                                                                                                   |                                                                                                   |                                                                                                   |                                                                                                   |                                                                                                   |                                                                                                   |                                                                                                   |                                                                                                   |                                                                                                   | 29 (+1)                                                                                           | 28                                                                                                |
| Irak                                                             |                                                                                                   |                                                                                                   |                                                                                                   |                                                                                                   |                                                                                                   |                                                                                                   |                                                                                                   |                                                                                                   |                                                                                                   |                                                                                                   | 27 (=)                                                                                            | 27                                                                                                |
| Afganistán                                                       |                                                                                                   |                                                                                                   |                                                                                                   |                                                                                                   |                                                                                                   |                                                                                                   |                                                                                                   |                                                                                                   |                                                                                                   |                                                                                                   | 25 (+1)                                                                                           | 24                                                                                                |

### Hasta 2015
Los países europeos se caracterizan por su estabilidad en la última década, y Bélgica, Francia, Italia, Luxemburgo, España y Suecia se mantienen en posiciones altas que 10 años antes. Los "10 primeros" son casi idénticos, con 30 países en 2015, en comparación con 26 una década antes. Mientras que Liechtenstein cayó, la República Checa, Finlandia, Hungría, Malta, Eslovaquia y Corea del Sur se convirtieron en el top 10.
Taiwán, Albania, los Emiratos Árabes Unidos, Bosnia y Serbia han subido más de 20 lugares en el Índice de Restricciones de Visa de Henley & Partners durante los últimos 10 años, mientras que las mayores caídas fueron Guinea (-32), Liberia (-33 ), Sierra Leona (-35) y Bolivia (-37). 

### 2016-2017
Alemania ocupaba el primer puesto para 2016, con un acceso sin visados a 177 países de un total de 219, mientras que Suecia se mantuvo en segundo lugar con un ranking de 176. Un grupo más grande de países ocupa el tercer lugar, Finlandia, Francia, Italia, España y el Reino Unido tienen acceso libre de visados a 175 países.
Sólo 21 de los 199 países que figuran en la HVRI se mantuvieron en el mismo rango. Ningún país cayó más de tres posiciones. Cuatro países en particular obtuvieron enormes ganancias; Tonga sube 16 puntos, Palau por 20, Colombia por 25 y Timor Leste, siendo el escalador más alto con un aumento de 33 filas.
Somalia, Irak, Pakistán y Afganistán ocupan los cuatro puestos más bajos de la HVRI y, por lo tanto, han sido nuevamente rotulados como los pasaportes más restringidos del mundo.
El número de países del 'Top 10' se mantuvo estático en el índice de este año en 28 países, Hungría se unió a la categoría después de un año de expulsión y Malasia cayó a la 12.ª posición después de tres años en el primer grupo.

### 2018
En 2018 Alemania mantuvo el primer lugar en el índice de pasaportes de Henley por quinto año consecutivo, ofreciendo a sus ciudadanos acceso a 177 países. Un total de 143 países mejoraron su rango en el índice 2018, mientras que 174 mejoraron su puntaje sin visa como ejemplo Bolivia. Ucrania (44.º) y Georgia (53.º) son los escaladores más altos del índice, subiendo 15 y 14 puestos, respectivamente, tras su reciente liberalización de visados con la UE. 15 países perdieron terreno en comparación con 2017, mientras que 41 países no mostraron movimiento en absoluto. Pakistán, Siria, Irak,   y Afganistán ocupan los últimos cuatro puestos en el índice 2018, cada uno de los cuales tiene acceso sin visado a 30 países o menos. 
África sufrió el declive más dramático de la libertad de viaje, y los países africanos representan 19 de las 27 mayores pérdidas desde 2008. Seychelles y Mauricio han aumentado su rango mundial en la última década, por 17 y 16 lugares respectivamente. Bangladés sufrió el mayor declive individual de cualquier país, cayendo 23 posiciones en el índice desde 2008. Emiratos Árabes Unidos ha sido el escalador individual más grande en la última década, aumentando su rango global en 28 lugares. En 2008, había 24 países en los 10 primeros puestos del índice, con 17 de ellos ubicados en Europa. Una década más tarde, hay 28 países en el top 10, con 21 de Europa.